# Стефан (король Англии)
Стефан (англ. Stephen; ок. 1092/6, Блуа — 25 октября 1154, Дувр), часто называемый Стефан Блуаский (старофр. Estienne de Blois, фр. Étienne de Blois), — внук Вильгельма I Завоевателя, сын его дочери Аделы, король Англии с 1135 и до смерти, также граф Булонский через жену. Правление Стефана отмечено «анархией» — гражданской войной (1135—1154) с его кузиной и соперницей — императрицей Матильдой. Ему наследовал на престоле сын императрицы Матильды, Генрих II — первый из английских королей анжуйской династии.
Короля Стефана в исторических документах именуют греческим оригинальным именем, в том числе и для того, чтобы отличать от отца, также Стефана (Этьен — французский вариант имени). Отца же в документах с той же целью почти всегда именуют на французский манер.
Стефан был рождён в графстве Блуа в средней Франции; его отец Этьен был убит в битве при Рамле во время крестового похода 1101 года, когда Стефан был ещё ребёнком, так что его вырастила мать Адела. Отправленный ко двору дяди Генриха I, Стефан приобрёл известность и получил значительные владения. Он женился на Матильде Булонской, унаследовав дополнительные поместья в Кенте и Булони, что сделало чету одной из самых богатых в Англии. Стефан избежал гибели в кораблекрушении «Белого корабля» в 1120 году, когда утонул сын и наследник Генриха I Вильгельм Аделин; после смерти Вильгельма оказалось несколько претендентов на престол. Когда в 1135 году умер Генрих I, Стефан быстро пересёк Ла-Манш и с помощью своего брата Генриха Блуаского, могущественного духовного лица, захватил трон, утверждая, что сохранение порядка в королевстве превыше его клятв поддерживать дочь Генриха I императрицу Матильду.
Ранние годы правления Стефана были в целом успешны, несмотря на серию нападений на его владения в Англии и Нормандии со стороны короля Шотландии Давида I, уэльских повстанцев и мужа Матильды Жоффруа Анжуйского. В 1138 году сводный брат императрицы Роберт Глостерский восстал против Стефана, и возникла угроза гражданской войны. Вместе с близким советником Галераном де Бомоном Стефан предпринял решительные шаги по защите своей власти, включая арест могущественной семьи епископов. Однако когда в 1139 году Матильда и Роберт вторглись в Англию, Стефан не смог быстро подавить восстание, которое вспыхнуло на юго-востоке Англии. Пленённый в битве при Линкольне в 1141 году, Стефан был покинут многими сторонниками и потерял контроль над Нормандией. Стефан получил свободу, когда его жена и Вильгельм Ипрский, один из его военачальников, пленили Роберта Глостерского в битве при Уинчестере, но война затянулась на многие годы, в которые ни одна сторона не смогла добиться победы.
Стефан всё больше беспокоился о том, чтобы после его смерти монархом стал его сын Евстахий (Эсташ). Король попытался убедить церковь короновать Евстахия для укрепления его притязаний; Папа Римский Евгений III отказался, и споры Стефана с высшим духовенством становились всё жёстче. В 1153 году сын императрицы Матильды Генрих Плантагенет вторгся в Англию и заключил союз с сильными местными баронами, которые согласились поддержать его притязания на трон. Две армии встретились у Уоллингфорда, но бароны обеих сторон не хотели дать генеральное сражение. Стефан начал переговоры о мире, процесс ускорила неожиданная смерть Евстахия. Позже, в том же году, Стефан и Генрих заключили Уоллингфордский договор, по условиям которого в обмен на мир Стефан признал Генриха наследником в обход своего второго сына Вильгельма. В следующем году Стефан умер. Современные историки расходятся во мнениях насчёт того, в какой степени на ход этой долгой гражданской войны повлияли личность Стефана, внешние события и слабость в Нормандии.

## Ранние годы (1096—1135)

### Детство

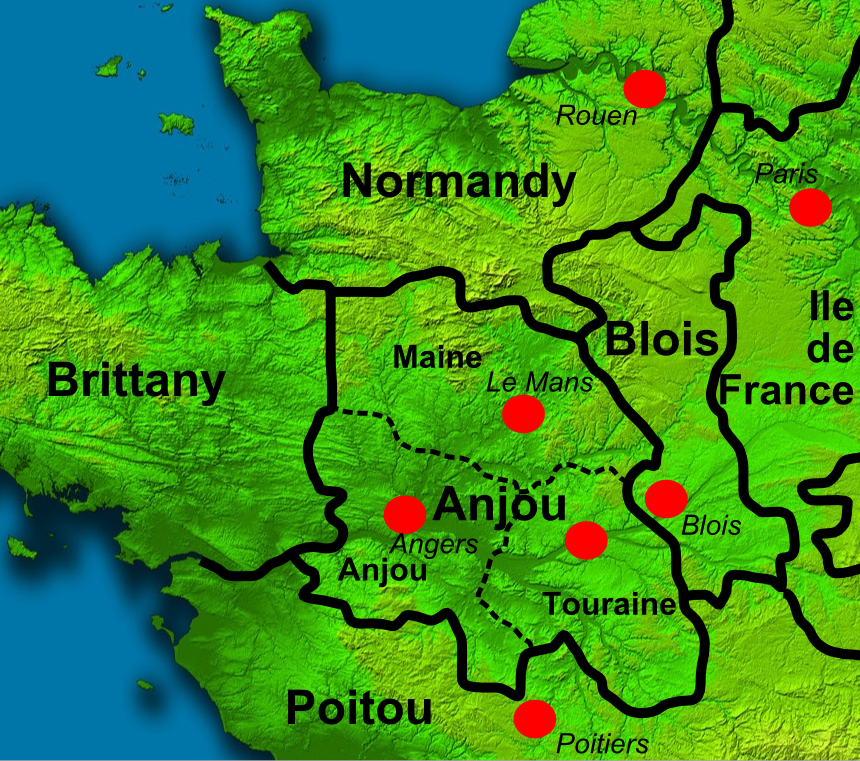
Северная Франция во время около рождения Стефана

Стефан родился в Блуа во Франции в 1092 или 1096 году. Он был третьим сыном Этьена II, графа Блуа, который в Первом крестовом походе получил репутацию труса, в 1101 году вернулся в Левант, чтобы восстановить имя, и погиб в битве при Рамле. Мать Стефана Адела, была дочерью Вильгельма I Завоевателя и Матильды Фландрской, известной среди современников своими благочестием, богатством и политическим талантом. Она оказала на Стефана большое влияние.
У Стефана было по крайней мере четыре брата и одна сестра, а также, возможно, две сводных сестры. Самый старший брат, Гийом, вероятно, был умственно отсталым, поэтому после смерти отца в 1102 году Блуа и прочие родовые земли унаследовал второй брат, Тибо, ставший позже графом Шампани и одним из крупнейших феодалов Северной Франции. Ещё один старший брат Стефана Одо умер рано, возможно, в подростковом возрасте. Младший брат, Генрих Блуаский, возможно, родился через несколько лет после него. Необычно, что Стефан вырос при дворе матери, а не был послан к близкому родственнику; он учился латыни и верховой езде, получил познания в истории и Священном Писании от наставника Вильгельма Норманнского.

### Отношения с Генрихом I

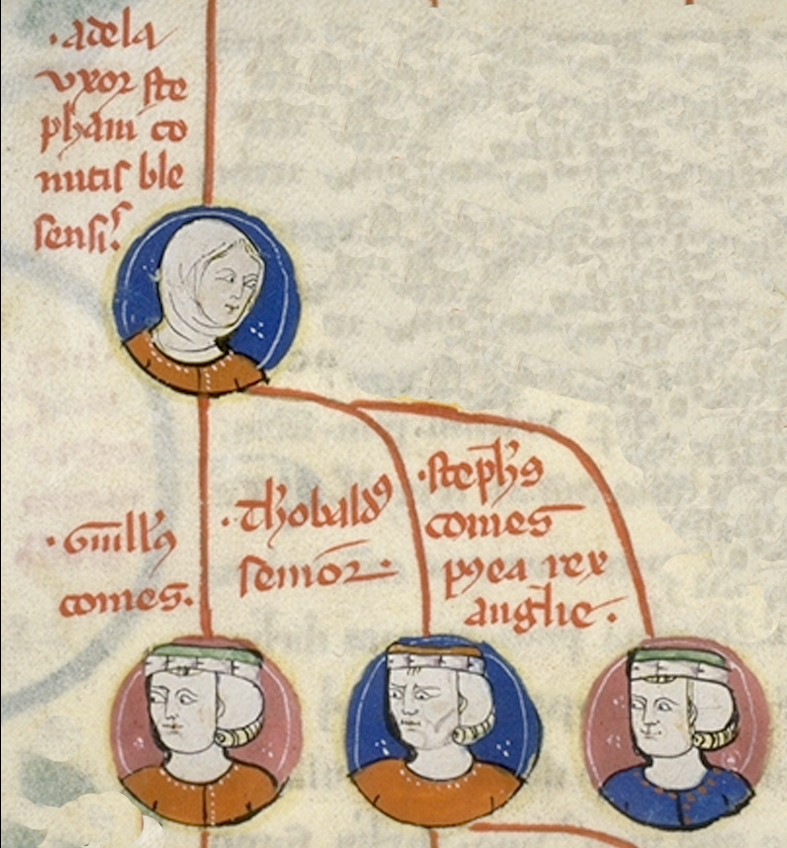
Средневековое изображение фамильного дерева Стефана: его мать Адела сверху, ниже, слева направо, Гийом, Тибо и Стефан

На жизнь Стефана серьёзно повлияли его отношения с дядей, Генрихом Английским. Генрих стал правителем Англии после смерти его старшего брата Вильгельма Руфуса. В 1106 году он вторгся в герцогство Нормандское и захватил его, победив армию своего старшего брата Роберта Куртгёза, ранее контролировавшего герцогство, в битве при Таншбере. Затем Генрих оказался в конфликте с Людовиком VI, который воспользовался возможностью объявить сына Роберта Вильгельма Клитона герцогом Нормандским. Генрих, в ответ на это, сформировал союз западных графств Франции против Людовика, что привело к местному конфликту, длившемуся всё детство Стефана. Адела и Тибо были союзниками Генриха, и мать Стефана решила отправить его ко двору английского короля. В 1111 году Генрих вёл следующую кампанию в Нормандии, где началось восстание против его правления под предводительством Роберта Беллемского. Стефан, возможно, был при короле в кампании 1112 года, когда Генрих посвятил его в рыцари, и определённо был при дворе во время посещения королём аббатства Сент-Эврул в 1113 году. Стефан, возможно, первый раз посетил Англию в 1113 или 1115 году, почти наверняка как член двора Генриха.
Генрих стал покровителем Стефана; Генрих, возможно, решил поддержать того, потому что Стефан был частью обширной семьи и союзником в регионе, но не настолько богатым или сильным, чтобы предоставлять угрозу для короля или его наследника Вильгельма Аделина. Как третьему сыну, даже из влиятельного рода, Стефану нужна была для продвижения в жизни поддержка могущественного патрона, каким был король. С поддержкой Генриха Стефан быстро начал приобретать земли и владения. Генрих I пожаловал Стефану графство Мортен в юго-западной Нормандии, а также обширные земли в Англии — владение Ланкастер, в состав которого входило около 400 маноров, а также владение Ай в Суффолке (260 маноров). Стефану также были отданы земли в Алансоне на юге Нормандии, но местные жители подняли восстание при помощи Фулька, графа Анжуйского. В последующей военной кампании Стефан и его старший брат Тибо были разбиты, и земли не были возвращены.
В 1125 году король устроил брак Стефана и Матильды, дочери Эсташа III, графа Булони, которая незадолго до этого унаследовала Булонское графство на берегу Ла-Манша и относящиеся к нему владения в Англии. В 1127 году стало ясно, что Вильгельм Клитон, потенциальный претендент на английский престол, может стать графом Фландрии; король отправил Стефана предотвратить это, но Клитон всё же стал графом Фландрии и в отместку напал на близлежащую Булонь. В конце концов, было заключено перемирие, и на следующий год Вильгельм Клитон умер.

### «Белый корабль» и престолонаследие

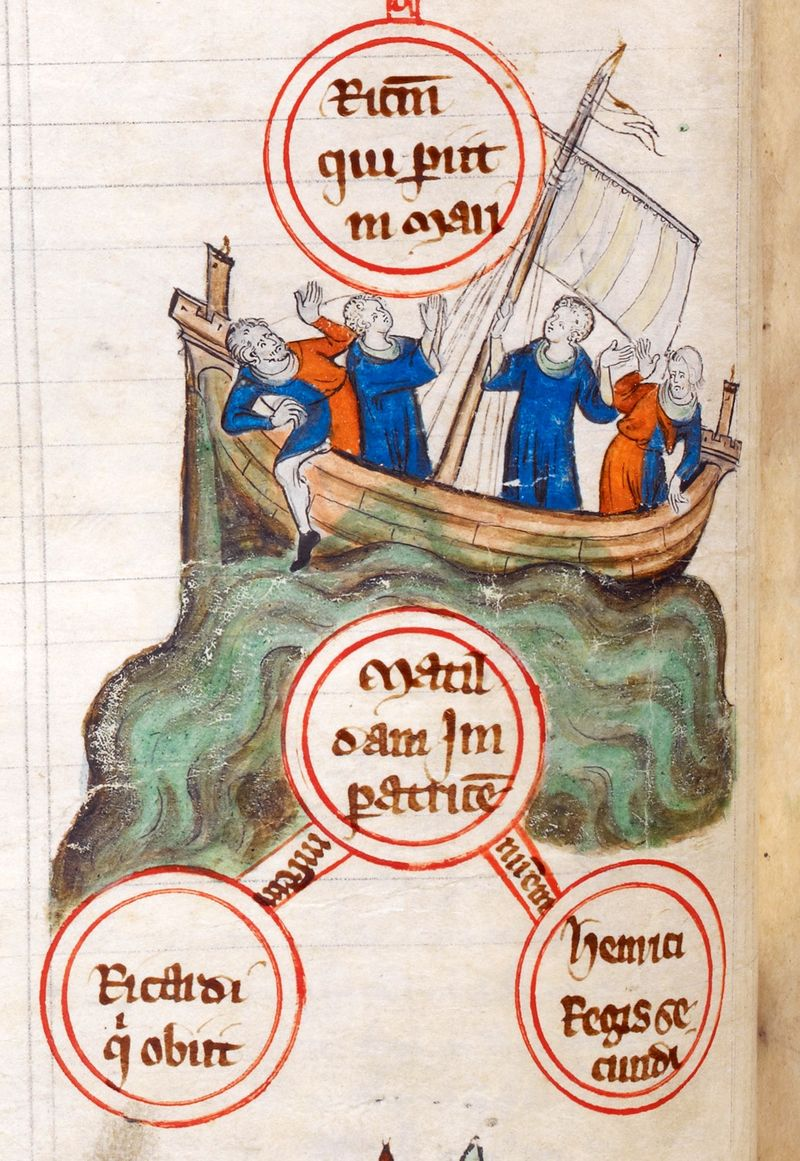
Изображение XIV века «Белого корабля», затонувшего в 1120 году

В 1120 году резко изменилась политическая ситуация в Англии. Триста пассажиров, среди которых был наследник престола Вильгельм Аделин и много знатных персон, отплыли на «Белом корабле» из Барфлёра в Нормандии в Англию. Стефан собирался плыть на том же корабле, но в последний момент передумал и дождался другого судна, то ли из-за беспокойства по поводу переполненности корабля, то ли из-за диареи. В пути корабль затонул, все пассажиры, кроме двух, погибли, включая Вильгельма Аделина.
Со смертью Аделина оказалось непонятно, кто будет следующим наследником. В это время в Западной Европе не было определённых правил наследования; в некоторых частях Франции была популярна система мужской примогенитуры, когда титул наследует старший сын. Также, обычно, король Франции короновал наследника при жизни, что делало относительно ясным предполагаемую линию наследования, но этого не было в Англии. В других частях Европы, включая Нормандию и Англию, владения традиционно разделялись, старший сын забирал родовые земли, считавшиеся самыми ценными, а младшим сыновьям доставались меньшие или недавно приобретённые поместья. Проблема осложнялась англо-нормандским престолонаследием последних шестидесяти лет — Вильгельм I Завоеватель захватил Англию, Вильгельм Руфус и Роберт Куртгёз вели войну за престолонаследие, да и сам Генрих лишь недавно силой подчинил себе Нормандию. Мирных и неоспоримых вступлений на престол не было.
После смерти Вильгельма Аделина у Генриха остался лишь один законнорожденный ребёнок — Матильда, как женщина она находилась в не очень выгодной политической позиции. Несмотря на то, что Генрих женился (второй раз) на Аделизе Лувенской, становилось всё менее вероятно, что у него будет законный сын, и он начал смотреть на Матильду как на вероятную наследницу. Матильда была замужем за императором Генрихом V, тем самым имея титул императрицы Священной Римской империи, но в 1125 году её муж умер, и в 1129 году она вышла замуж второй раз за Жоффруа, графа Анжуйского, чьи земли граничили с герцогством Нормандским. Среди англо-нормандской элиты Жоффруа был непопулярен: правители Анжуйской династии традиционно считались врагами норманнов. В то же время, росла напряжённость из-за внутренней политики Генриха, в частности, из-за высоких налогов, введённых для оплаты расходов на различные войны. Конфликт, однако, не получил развития из-за силы личности и репутации короля.
Генрих попытался обеспечить политическую поддержку Матильды в Англии и Нормандии, принудив двор признать права Матильды и её потомков на корону и принести ей клятву верности сначала в 1127 году, а потом в 1128 и 1131 годах. Среди присягавших Матильде в 1127 году был и Стефан. Тем не менее, к концу жизни короля отношения между Генрихом, Матильдой и Жоффруа становились всё более напряжёнными. Матильда и Жоффруа подозревали, что в Англии их не поддерживают, и в 1135 году предложили Генриху передать королевские замки в Нормандии Матильде и заставить нормандских дворян немедленно присягнуть ей на верность, чтобы после смерти Генриха позиции его дочери были намного сильнее. Генрих отказался сделать это, возможно, потому, что боялся, что Жоффруа захватит власть в Нормандии. На юге Нормандии вспыхнуло восстание, и Жоффруа и Матильда поддержали сторону мятежников. В разгар этого противостояния Генрих неожиданно заболел и умер неподалёку от поселения Лион-ла-Форе.

## Вступление на престол (1135)

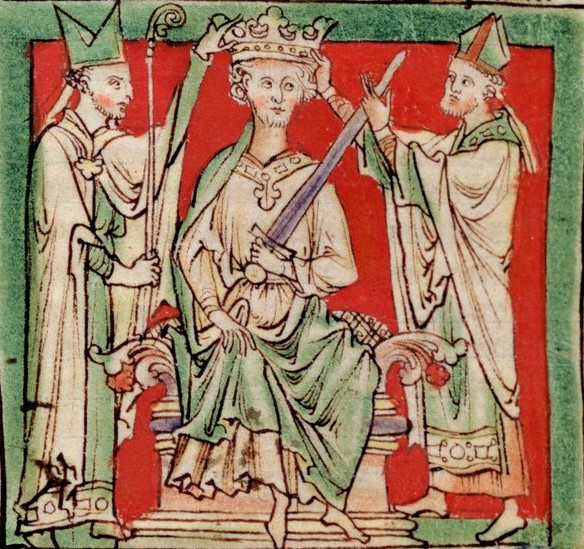
Коронация Стефана Блуаского из хроники Матвея Парижского

К 1135 году Стефан стал солидной фигурой в англо-нормандском обществе. Он был чрезвычайно богат, имел хорошие манеры и был любим своими сверстниками; он также считался человеком, способным на решительные действия. Хронисты отмечали, что, несмотря на богатство и власть, он был скромным и добродушным лидером, с радостью общавшимся со своими слугами и даже принимавшим пищу вместе с ними. Он был благочестив, посещая религиозные службы и щедро жертвуя церквям. Стефан также имел личного исповедника из Августинского ордена, назначенного ему архиепископом Кентерберийским, и призвал новый орден цистерцианцев организовывать аббатства в его владениях, что принесло ему союзников в церкви. Слухи о проявленной его отцом трусости во время Первого крестового похода, однако, продолжали ходить, и желание избежать подобной репутации могло повлиять на некоторые опрометчивые военные действия Стефана. Его жена Матильда играла важную роль в управлении их обширными владениями во Франции, благодаря которым пара владела вторым по богатству хозяйством страны после короля. В 1133 году ко двору Стефана присоединился потерявший земли фламандский дворянин Вильгельм Ипрский, а также Фарамус Булонский, друг и родственник Матильды.
Младший брат Стефана Генрих Блуаский также стал значительной фигурой в правление Генриха I. Генрих Блуаский принял монашество в Клюни и последовал за Стефаном в Англию, где король даровал ему титул аббата Гластонбери, самого богатого аббатства Англии. Затем король назначил его епископом Винчестерской епархии, одной из богатейших в Англии, сохранив за ним также и Гластонберийское аббатство. Общий доход с этих двух должностей делал Генриха Винчестерского вторым по богатству человеком в Англии после короля. Генрих Винчестерский стремился отменить то, что он считал посягательством нормандских королей на права церкви. Нормандские короли обычно имели самостоятельную власть над церковью на их территориях. В 1040-х годах, однако, правившие друг за другом Папы Римские выдвинули меняющее дела положение, подчеркнувшее важность того, что церковь «управляется более согласованно и с большей иерархией из центра» и установившее «собственную сферу власти и юрисдикции, отдельную и независимую от светского правителя», как пишет историк Ричард Хаскрофт.

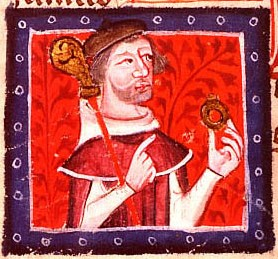
Средневековое изображение брата Стефана Генриха Блуаского, держащего епископские посох и перстень

Когда 1 декабря 1135 года Генрих I скончался, многие потенциальные претенденты на трон были достаточно далеко от Англии для быстрых действий. Жоффруа и Матильда были в Анжу, довольно неуклюже пытаясь поддержать повстанцев против королевской армии, в которой были и сторонники Матильды, такие как Роберт Глостерский. Многие из баронов принесли клятву оставаться в Нормандии, пока тело короля не будет захоронено надлежащим образом, и поэтому они пока не возвращались в Англию. Старший брат Стефана Тибо был ещё дальше на юге, в Блуа. Стефан, однако, был в Булони, и как только ему стало известно о смерти короля, он немедленно отплыл в Англию вместе со своим военным отрядом. Роберт Глостерский держал гарнизоны в Дувре и Кентербери, и, по некоторым источникам, города не открыли перед ним ворота. Тем не менее, Стефан, возможно, достиг собственного поместья на окраине Лондона и за следующую неделю начал захват власти в Англии.
Ссылаясь на старинную привилегию Лондона избирать королей Англии, горожане провозгласили Стефана королём, веря, что он взамен дарует городу новые права и привилегии. Генрих Блуаский способствовал поддержке Стефана церковью: тот смог занять Винчестер, где Лорд-канцлер Роджер Солсберийский передал Стефану королевскую казну. 15 декабря Генрих подготовил соглашение, по которому Стефан гарантировал широкие свободы церкви в обмен на поддержку его вступления на трон архиепископом Кентерберийским и папским легатом. Ещё одной небольшой проблемой была присяга, принесённая Стефаном императрице Матильде, но Генрих убеждал, что предыдущий король не мог настаивать, чтобы двор принёс клятву. Кроме того, предыдущий король настоял на клятве только для защиты стабильности королевства, и в свете хаоса, который мог наступить, Стефан имел бы право проигнорировать её. Генрих также смог убедить Гуго Биго, слугу прошлого короля, поклясться, что на смертном одре король изменил решение о престолонаследии и пожелал, чтобы трон занял Стефан. Неделю спустя, 26 декабря, Стефан был коронован в Вестминстерском аббатстве.
Тем временем, нормандская знать собралась в Ле-Небуре, чтобы обсудить провозглашение королём Тибо, возможно, вслед за новостями о том, что Стефан получил поддержку в Англии. Нормандцы решили, что граф как старший внук Вильгельма Завоевателя имеет права на королевство и герцогство и определённо превосходит Матильду. 21 декабря Тибо встретился с баронами и Робертом Глостерским в Лизьё, но их переговоры были прерваны неожиданными вестями из Англии, что коронация Стефана назначена на следующий день. После этого Тибо согласился на предложение нормандцев стать королём, но былая поддержка уже исчезла: бароны не были готовы выступить против Стефана, что могло привести к разделению Англии и Нормандии. Стефан впоследствии заплатил Тибо за то, что тот остался в Блуа и поддержал брата на троне.

## Раннее правление (1136—1139)

### Начальные годы (1136—1137)

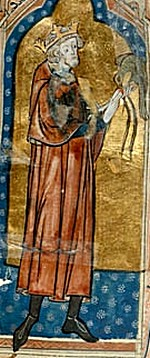
Изображение XIV века, Стефан с охотничьей птицей

Новое англо-нормандское королевство Стефана сформировалось после нормандского завоевания Англии 1066 года, за которым последовала нормандская экспансия в южном Уэльсе. Королевство и герцогство зависели от небольшого числа важных баронов, владевших землями по обе стороны Ла-Манша, которому подчинялись бароны с более малыми и локализованными хозяйствами. Все ещё было не до конца ясно, насколько земли и владения должны передаваться по наследству, а насколько — дароваться королём; напряжённость по этому вопросу выросла в правление Генриха I. Определённо, земли в Нормандии, передававшиеся по наследству, обычно считались для баронов более важными, чем в Англии, где вопросы владения были не так ясны. Генрих увеличил власть и возможности центральной королевской администрации, часто назначая на доходные ключевые позиции «новых людей», а не членов древней знати. При этом он смог максимизировать доходы и снизить расходы, собрав в итоге достаточно большую казну, но зато увеличив политические трения.
Сразу же после коронации Стефану пришлось разбираться с делами на севере Англии. Король Шотландии Давид I, получив вести о смерти Генриха, вторгся на север, захватив Карлайл, Ньюкасл и другие ключевые крепости. Северная Англия была тогда спорной территорией, так как шотландские короли претендовали на Камберленд, а Давид также и на Нортумбрию в силу его брака с дочерью бывшего англосаксонского графа Вальтеофа. Стефан быстро бросил армию в марш на север и встретился с Давидом в Дареме. Было заключено соглашение, согласно которому Давид возвращал большую часть захваченной территории кроме Карлайла. Взамен Стефан подтверждал владения сына Давида Генриха в Англии, включая графство Хантингдон.
Вернувшись на юг, Стефан собрал на Пасху 1136 года свой первый королевский двор. Большое число дворян собралось в Вестминстере, и среди них были и многие англо-нормандские бароны и большинство занимавших высокое положение в церкви. Стефан выпустил новую королевскую хартию, подтвердив данные им церкви обещания, пообещав пересмотреть политику Генриха по поводу королевских лесов и реформировать королевскую правовую систему во избежание злоупотреблений. Стефан ставил себя как естественного преемника политики Генриха I и подтвердил, что семь существующих графств королевства принадлежат нынешним владельцам. Пасхальный съезд прошёл пышно, и много денег было потрачено на само событие, одежды и дары. Присутствовавшим Стефан раздал владения и должности, а также наделил обширными землями и привилегиями церковные образования. Однако всё ещё требовалось, чтобы вступление Стефана на трон подтвердил Папа Римский, и действия Генриха Блуаского, по-видимому, помогли тому, что старший брат Стефана Тибо и французский король Людовик VI, для которого Стефан представлял полезный противовес Анжу, отправили главе церкви письма в поддержку нового короля. В том же году Папа Иннокентий II подтвердил, что Стефан является королём Англии, и советники Стефана распространили по всей стране копии письма для демонстрации легитимности.
В королевстве Стефана продолжались проблемы. После поражения англичан в битве при Лоуоре в январе 1136 года и убийства Ричарда Фиц-Гилберта де Клера в апреле на юге Уэльса вспыхнуло восстание. Оно началось в Гламоргане и за 1137 год быстро распространилось по южному Уэльсу. Оуайн ап Грифид и Грифид ап Рис успешно захватили значительные территории, включая Кармартенский замок. Стефан ответил тем, что послал брата Ричарда Болдуина и Роберта Фиц-Гарольда в Уэльс для умиротворения региона. Их миссия не была особо успешна, и к концу 1137 года король, кажется, оставил попытки подавить восстание. Историк Дэвид Крауч предполагает, что Стефан в это время оставил заботы об Уэльсе, чтобы направить силы на другие проблемы. Между тем, Стефан подавил два восстания на юго-западе, возглавляемые Болдуином Ревьером и Робертом Бамптонским; Болдуин был освобождён после поражения и уехал в Нормандию, где стал активным критиком короля.
Также одной из проблем была безопасность Нормандии. Жоффруа Анжуйский вторгся в неё в начале 1136 года и, после временного перемирия, повторил вторжение позже в том же году, набегая на поместья и сжигая их, не пытаясь удержать территорию. События в Англии означали, что Стефан не мог отправиться в Нормандию, так что попытки защитить герцогство возглавили назначенный Стефаном лейтенантом Нормандии Галеран де Бомон и Тибо. Сам Стефан вернулся в герцогство только в 1137 году, где встретился с Людовиком VI и Тибо для обсуждения, возможно, при посредничестве Генри, неформального регионального союза, который бы противостоял растущей силе Анжу. В рамках сделки Людовик признавал сына Стефана Евстахия герцогом Нормандским, а взамен Евстахий клялся в верности французскому королю. Менее успешной, однако, оказалась попытка Стефана вернуть пограничную между Нормандией и Анжу провинцию Аржантан, завоёванную Жоффруа в конце 1135 года. Стефан собрал войско с этой целью, но трения между фламандскими наёмниками, возглавляемыми Вильгельмом Ипрским, и местными нормандскими баронами привели к битве между двумя частями армии. Нормандские полки затем покинули короля, и Стефану пришлось свернуть кампанию. Стефан согласился на ещё одно перемирие с Жоффруа, пообещав платить 2000 марок в год за мир вдоль нормандских границ.
В годы после восшествия на престол отношения Стефана с церковью постепенно становились сложнее. В королевской хартии 1136 года он пообещал пересмотреть владение землями, которые корона отобрала у церкви с 1087 года, но этими поместьями сейчас в основном владела знать. Притязания Генриха Блуаского как аббата Гластонбери на обширные земли в Девоне вылились в значительные местные беспорядки. В 1136 году умер архиепископ Кентерберийский Вильгельм де Корбейль. Стефан присвоил его личное состояние, что вызвало недовольство старшего духовенства. Занять место хотел брат Стефана Генрих, но король поддержал Теобальда Бекского, который и получил пост, а Папа назначил Генриха папским легатом, возможно, в качестве утешения за не доставшееся ему Кентербери.
Несколько первых лет Стефана на троне можно оценивать по-разному. С положительной стороны, он стабилизировал ситуацию на северной границе с Шотландией, сдержал атаки Жоффруа на Нормандию, имел мирные отношения с Людовиком VI и хорошие отношения с церковью и пользовался широкой поддержкой баронов. Тем не менее, имелись и значительные проблемы. Север Англии теперь контролировали Давид и принц Генрих, Стефан покинул Уэльс, бои в Нормандии значительно дестабилизировали герцогство и возрастало число баронов, которые думали, что Стефан не дал им ни земель, ни титулов, которые, по их мнению, они заслуживали. Также Стефан быстро тратил деньги: значительная казна Генриха была опустошена к 1138 году из-за расходов на содержание роскошного двора Стефана и необходимости поддерживать наёмные армии, сражающиеся в Англии и Нормандии.

### Защита королевства (1138—1139)

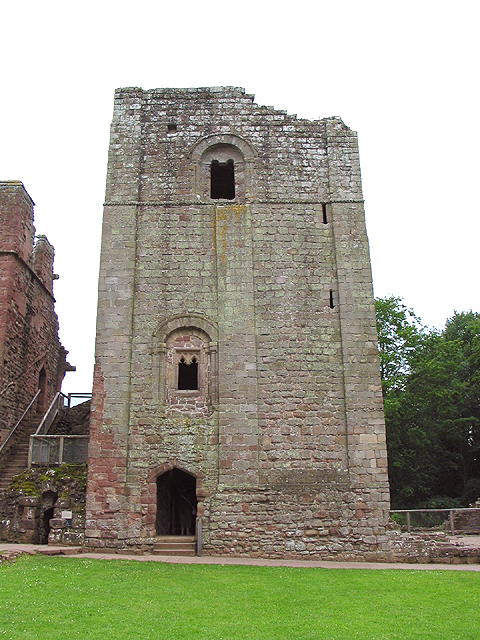
Донжон в Гудриче, пример стиля крепостей, к концу 1130-х годов постепенно начинающего замещать деревянные замки типа мотт и бейли

В 1138 году Стефан подвергся атакам с разных направлений. Во-первых, Роберт Глостерский восстал против короля, что стало началом пути к гражданской войне в Англии. Незаконный сын Генриха I и сводный брат императрицы Матильды, Роберт был одним из самых могущественных англо-нормандских баронов, контролируя поместья в Нормандии и графство Глостер. Он был известен качествами государственного деятеля, военным опытом и лидерскими способностями. В 1135 году Роберт попытался убедить Тибо занять трон; он не присутствовал на первом собрании двора Стефана в 1136 году и потребовалось несколько вызовов, чтобы он позже в том же году в Оксфорд. В 1138 году Роберт отказался от верности Стефану и объявил, что поддерживает Матильду, вызвав крупное региональное восстание в Кенте и на юго-востоке Англии, хотя сам Роберт оставался в Нормандии. Во Франции Жоффруа Анжуйский воспользовался ситуацией и опять вторгся в Нормандию. Давид Шотландский также снова вторгся на север Англии, провозгласив, что поддерживает притязания его племянницы Матильды на трон, и продвигаясь в Йоркшир.
Англо-нормандская война времени правления Стефана характеризовалась военными кампаниями на истощение, когда командиры пытались захватить ключевые замки врага, чтобы затем получить контроль над территорией противников и одержать медленную, стратегическую победу. Центром армии этого времени были одетые в латы конные рыцари, которых поддерживали пехота и арбалетчики. Это были либо собранные местной знатью на ограниченный период службы во время кампании члены феодальной системы, либо, всё более, наёмники, которые были дороги, но более гибки и часто более квалифицированы. Эти армии, однако, были плохо приспособлены к осаде замков, без разницы, были бы это старые сооружения типа мотт и бейли или новые каменные донжоны. Существующие осадные орудия были значительно менее мощны, чем поздние требушеты, что давало защитникам существенное преимущество по сравнению с нападавшими. В результате, командующие предпочитали прямым атакам медленные осады для взятия измором или подкопы и подрывы стен. Иногда случались спланированные, ожесточённые бои между армиями, но это считалось очень рискованным и обычно избегалось. В начале XII века значительно возросла стоимость войны, и достаточные запасы денег всё чаще оказывались важны для успеха кампании.

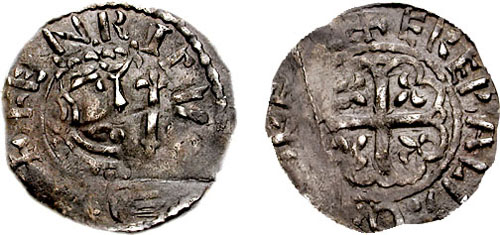
Серебряное пенни Генриха Шотландского, отчеканенное от его имени в Корбридже в Нортумберленде после мирного договора со Стефаном.

Личные качества Стефана как военного лидера заключались в умении вести личный поединок, потенциале в осадной войне и способности быстро передвигать военные силы на сравнительно длинные дистанции. В ответ на восстания и вторжения Стефан быстро предпринял несколько военных кампаний, больше сил уделяя скорее Англии, чем Нормандии. Свою жену Матильду он отправил в Кент с кораблями и ресурсами из Булони, поставив задачу отвоевать ключевой порт Дувр, находившийся под контролем Роберта. Небольшое число рыцарей были отправлены на север для помощи в борьбе против шотландцев, войска Давида в августе того же года проиграли битву штандартов силам Турстана, архиепископа Йоркского. Несмотря на эту победу англичан, Давид продолжал оккупацию всего севера. Сам Стефан отправился на запад, пытаясь вернуть контроль над Глостерширом, сначала двинулся в Валлийскую марку, взяв Херефорд и Шрусбери, а потом развернулся на юг к Бату. Бристоль оказался для него слишком силён, и Стефан ограничился набегами и грабежом окрестностей. Повстанцы, кажется, ожидали, что Роберт прибудет с поддержкой в том году, но он оставался в Нормандии, пытаясь убедить Матильду самой вторгнуться в Англию. Позже в том же году Дувр сдался силам королевы.
Военная кампания Стефана в Англии шла хорошо, и историк Дэвид Крауч описывает её как «военное достижение первого класса». Король воспользовался своим военным превосходством, для заключения мирного соглашения с Шотландией. Жена Стефана Матильда была отправлена для переговоров по новому соглашению между Стефаном и Давидом, получившему название Даремского договора; Нортумбрия и Кумбрия отходили к Давиду и его сыну Генриху в обмен на их верность и мир на границах в будущем. К сожалению, могущественный Ранульф, граф Честер, считал себя владельцем прав на Карлайл и Камберленд и был серьёзно разозлён тем, что они переходили к шотландцам. Тем не менее, Стефан смог теперь сосредоточиться на ожидаемом вторжении в Англию войск Роберта и Матильды.

### По дороге к гражданской войне (1139)

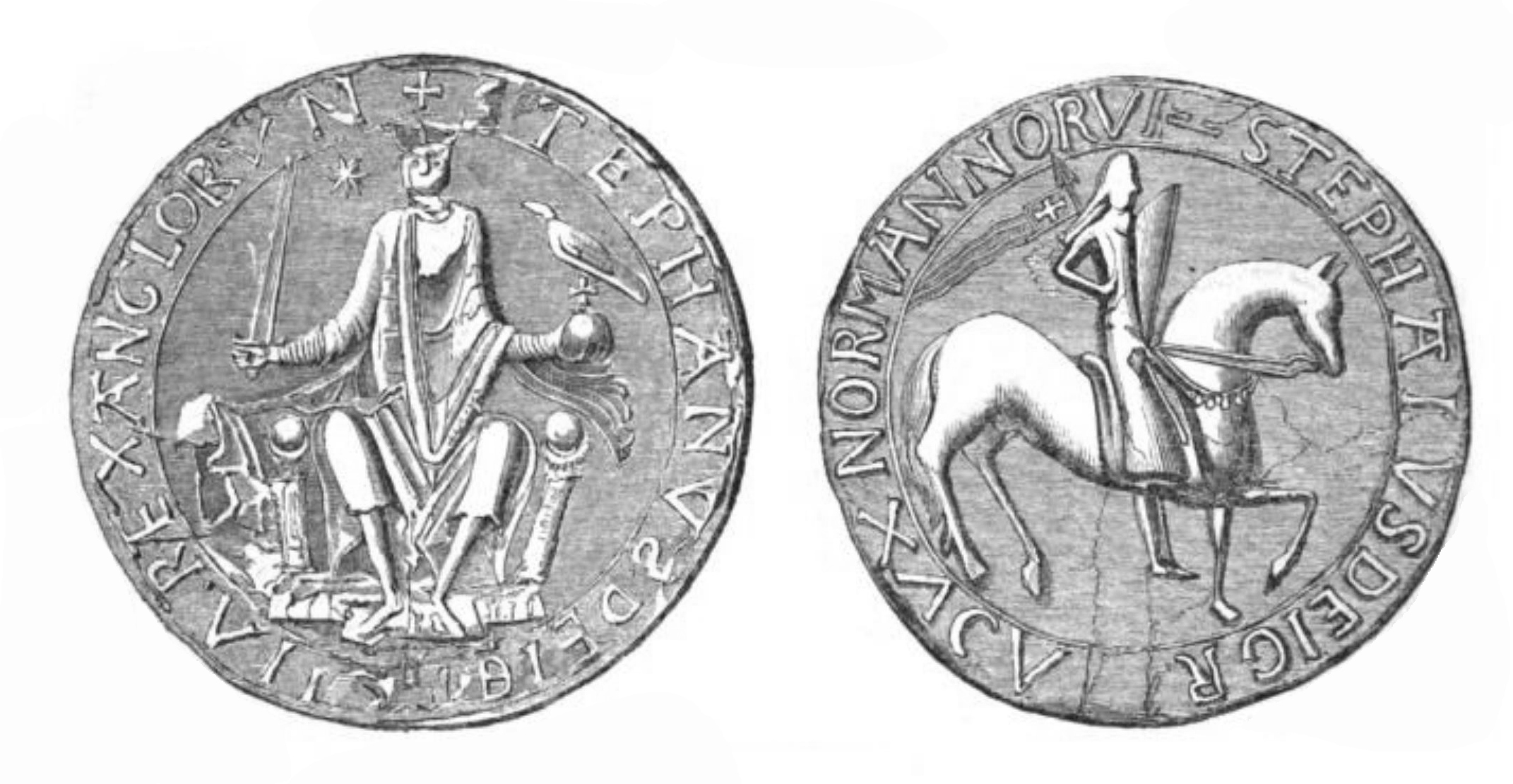
Большая печать Стефана

Стефан подготовился к анжуйскому вторжению, создав ряд дополнительных графств. При Генрихе I существовало немного графств, и все они носили скорее символический характер. Стефан создал много больше, наполнив их людьми, которых считал верными, способными военачальниками, а в самых уязвимых частях страны присвоил им новые земли и дополнительную власть. У Стефана, по-видимому, было несколько целей, включая обеспечение верности ключевых сторонников путём оказания им этих почестей и улучшение защиты в ключевых частях королевства. На Стефана серьёзно повлиял его главный советник Галеран де Бомон, брат-близнец Роберта Лестера. Близнецы Бомоны и их младшие братья и кузены получили большую часть этих новых графств. С 1138 года Стефан отдал им графства Вустер, Лестер, Херефорд, Уорик и Пембрук, которые — особенно вместе с владениями нового союзника Стефана Генриха Шотландского — стали буферной зоной между проблемным юго-востоком, Честером и остальным королевством. После получения Бомонами этих земель их сила так возросла, что, как полагает Дэвид Крауч, при дворе Стефана стало «опасно быть кем-либо, кроме друга Галерана».
Стефан принял меры по устранению группы епископов, которых он считал угрозой для своего правления. Королевскую администрацию при Генрихе возглавлял Роджер, епископ Солсберийский, при поддержке своих племянников Александра и Найджела, епископов Линкольна и Или соответственно, и своего сына Роджера ле Поэ, бывшего лордом-канцлером. Эти епископы были могущественными землевладельцами, а также церковными правителями, и они начали строить новые замки и наращивать силу своих войск, из-за чего у Стефана появилось подозрение, что они собираются перейти на сторону Матильды. Роджер и его семья также были врагами Галерана, которому не нравилось, что они контролируют королевскую администрацию. В июне 1139 года Стефан собрал двор в Оксфорде, и там случилась драка между Аленом Чёрным и людьми Роджера, что, вероятно, намеренно подстроил Стефан. Стефан в ответ потребовал, чтобы Роджер и другие епископы сдали все свои замки в Англии. Эту угрозу подкрепил арест этих епископов. Не был арестован Найджел, который укрылся в замке Девизес; епископ сдался, когда Стефан осадил замок и пригрозил казнью Роджера ле Поэ. Оставшиеся замки затем сдались королю.
Брат Стефана Генрих Блуаский был обеспокоен этим, как из-за вопросов принципов, ведь Стефан прежде, в 1135 году, согласился уважать свободу церкви, так и из-за более прагматичных причин: он сам уже построил шесть замков и не желал повторить путь других епископов Как папский легат он вызвал короля на церковный совет, где тот должен был объяснить аресты и захват собственности. Генрих пользовался правом Церкви расследовать обвинения против членов духовенства и судить их. Стефан послал в совет Обри де Вера, который там сказал, что Роджер Солсберийский был арестован не как епископ, но скорее как барон, который готовился перейти на сторону Матильды. Короля поддержал Хью, архиепископ Руанский, который попросил епископов сказать, что каноническое право говорит о возможности постройки или владения замками. Обри пригрозил, что Стефан будет жаловаться Папе, что подвергается преследованиям со стороны английской церкви, и совет не стал заниматься данным делом. В результате событий была успешно устранена любая военная угроза со стороны епископов, но они могли повредить отношениям Стефана с высшим духовенством, в частности с его братом Генрихом.

## Гражданская война (1139—1154)

### Начальная фаза войны (1139—1140)

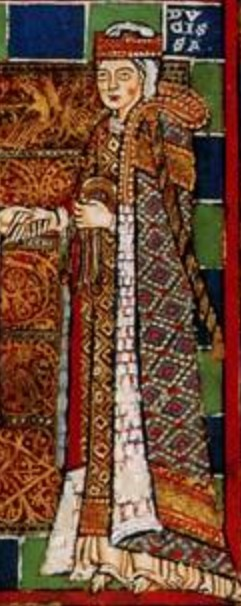
Средневековое изображение императрицы Матильды

Анжуйцы, в конце концов, вторглись в 1139 году. В августе Болдуин де Ревьер пересёк канал из Нормандии в Вэрхэм, попытавшись захватить порт для прибытия армии Матильды, но войска Стефана вынудили его отступить на юго-запад. В следующем месяце, однако, вдовствующая королева Аделиза пригласила Матильду высадиться вместо этого в Арунделе, и 30 сентября Роберт Глостерский и императрица прибыли в армию со 140 рыцарями. Матильда обосновалась в замке Арундел, тогда как Роберт направился на северо-запад в Уоллингфорд и Бристоль в надежде найти поддержку для восстания и связаться с Милем Глостерским, способным полководцем, который воспользовался возможностью отказаться от верности королю. Стефан немедленно двинулся на юг и осадил Матильду в Арунделе.
Стефан после согласился на перемирие, предложенное его братом Генрихом Блуаским; все детали перемирия неизвестны, но в результате Стефан освободил Матильду и предоставил ей и её рыцарскому отряду эскорт для сопровождения на юго-запад, где она соединилась с Робертом Глостерским. Причины решения Стефана неясны. Средневековые хронисты предполагали, что Генрих убедил короля, что в его интересах освободить императрицу и сконцентрироваться на атаке Роберта, и Стефан в это время конфликта мог видеть главного врага не в Матильде, а в герцоге Глостерском. При Арунделе Стефан также столкнулся с военной дилеммой — замок считался практически неприступным, и он мог беспокоиться, что держит армию на юге, пока Роберт свободно передвигается по западу. По другой теории, Стефан освободил Матильду ради соблюдения рыцарских норм; Стефан был известен щедростью и вежливостью, и обычно в англо-нормандской войне не сражались против женщин.
Освободив Матильду, Стефан сосредоточился на умиротворении юго-запада Англии. Хотя мало кто ещё присоединился к императрице, его враги теперь контролировали территорию, простирающуюся от Глостера и Бристоля на юго-запад до Девона и Корнуэлла, на запад до Валлийской марки и на восток до Оксфорда и Уоллингфорда, угрожая Лондону. Стефан начал с атаки замка Уоллингфорд, который удерживал друг Матильды Брайен Фиц-Каунт, однако обнаружил, что тот укреплён слишком хорошо. Стефан оставил часть армии для блокады замка и продолжил движение на запад в Уилшир для атаки Троубриджа, взяв по пути Сауз-Серни и Мальмсбери. Между тем, Миль Глостерский отправился на восток, атаковал арьергард Стефана при Уоллингфорде, угрожая двинуться на Лондон. Стефан был вынужден отказаться от западной кампании, вернуться на восток для стабилизации ситуации и защищать столицу.

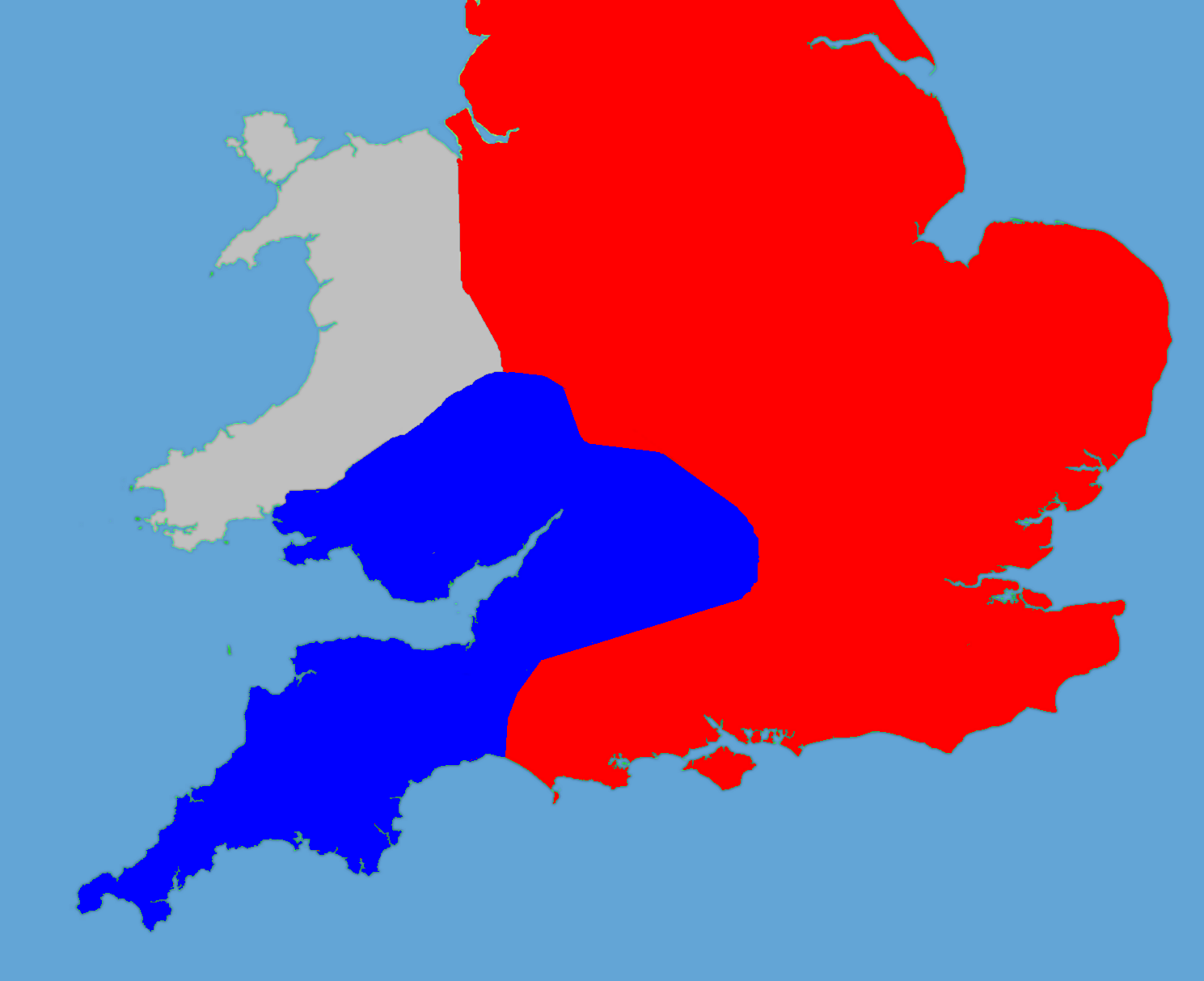
Политическая карта анжуйского и уэльского восстания 1140 года; красным обозначены области под контролем Стефана, синим — Матильды, серым — Уэльских повстанцев

В начале 1140 года Найджел, епископ Или, чьи замки Стефан конфисковал в прошлом году, восстал против него. Найджел надеялся захватить Восточную Англию и базой для операций избрал остров Или, защищённый окружающими болотами. Стефан ответил быстро, направив армию в болота и использовав связанные вместе лодки для создания дамбы, что позволило ему неожиданно атаковать остров. Найджел спасся бегством к Глостеру, но его люди и замок были захвачены, и на востоке временно был восстановлен порядок. Люди Роберта Глостерского отвоевали часть территории, захваченной Стефаном за кампанию 1139 года. Пытаясь договориться о перемирии, Генрих Блуаский собрал конференцию в Бате, куда Стефан отправил жену. Переговоры провалились несмотря на настояние Генриха и церкви, которые считали, что должны установить мир с любыми условиями, что Стефан нашёл неприемлемым.
Ранульф де Жернон всё ещё был недоволен тем, что Стефан отдал север Англии Генриху Шотландскому. Ранульф спланировал решить проблему, устроив Генриху засаду, когда тот будет возвращаться от Стефана после Рождества. До Стефана дошли слухи о плане и он сам сопроводил Генриха на север, и это действие оказалось последней каплей для Ранульфа. Ранульф ранее заявил, что имеет права на Замок Линкольн, удерживаемый Стефаном, и, прикрывшись дружеским визитом, Ранульф захватил крепость после неожиданной атаки. Стефан отправился на север к Линкольну и согласился на перемирие с Ранульфом, согласно которому Ранульфу позволялось владеть тем замком; сделано это было, возможно, чтобы избежать присоединения Жернона к Матильде. Стефан вернулся в Лондон, но там получил новости, что Ранульф, его брат и семья находятся в замке Линкольн с минимальными силами. Отказавшись от заключённой сделки, Стефан снова собрал армию и отправился на север, но недостаточно быстро, и Ранульф успел покинуть Линкольн и провозгласить, что поддерживает Матильду, и Стефану пришлось начать осаду замка.

### Вторая фаза войны (1141—1142)

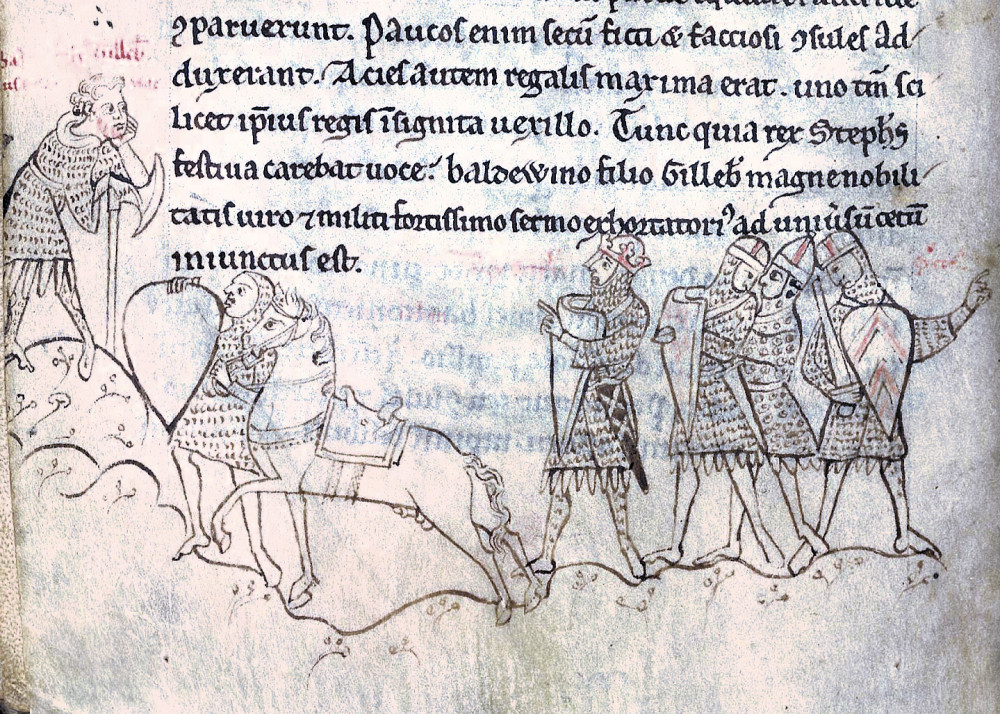
Средневековое изображение битвы при Линкольне; Стефан (четвёртый справа) слушает Бодуэн де Клера, произносящего речь перед боем (слева).

Пока в начале 1141 года Стефан и его армия осаждали Линкольнский замок, Роберт Глостерский и Ранульф де Жернон двинулись на позиции короля с несколько большим, чем у него, войском. Когда новости достигли Стефана, он собрал совет для решения вопроса: принять битву или бежать и набрать больше солдат. Стефан решил сражаться, что привело к битве при Линкольне 2 февраля 1141 года. Король командовал центром армии, Ален Чёрный правым флангом, а Вильгельм Омальский левым. Роберт и Ранульф имели перевес в коннице, и Стефан сформировал из многих своих рыцарей пехотный блок; он сам присоединился к ним, сражаясь на ногах. Стефан не был прирождённым оратором, и речь перед боем произнёс вместо него Бодуэн де Клер, воодушевивший войско. После успешного начала, когда силы Вильгельма уничтожили анжуйско-уэльскую пехоту, для Стефана дела пошли плохо. Кавалерия Роберта и Ранульфа окружила центральную часть войска Стефана вместе с ним самим. Многие сторонники Стефана, включая Галерана де Бомона и Вильгельма Ипрского, бежали с поля в этот время, но Стефан продолжил биться, защищая себя мечом и, когда тот сломался, боевым топором. В конце концов он был обезоружен и сдался.
Роберт перевёз Стефана в Глостер, где король встретился с Матильдой, в затем в замок Бристоль, где обычно держали особо знатных пленников. Сначала он содержался в относительно хороших условиях, но позже была увеличена его охрана и контроль над ним, а сам он был закован в цепи. Матильда теперь начала принимать необходимые шаги, чтобы стать законным правителем вместо Стефана, для чего ей нужно было получить согласие церкви и короноваться в Вестминстере. Брат Стефана Генрих воспользовался полномочиями папского легата и созвал перед Пасхой собор в Уинчестере, чтобы представить взгляд духовенства. Он заключил сделку с Матильдой. по которой он бы обеспечил ей поддержку церкви в обмен на предоставление ему контроля над церковными делами в Англии. Генрих передал церковную казну Матильде и отлучил многих сторонников Стефана, отказавшись перейти на другую сторону. Однако архиепископ Теобальд Кентерберийский не хотел провозглашать Матильду королевой так быстро, и делегация церкви и дворян, возглавляемая Теобальдом, отправилась в Бристоль для встречи со Стефаном, чтобы обсудить моральную проблему: должны ли они отказаться от клятв верности королю? Стефан согласился, что, учитывая ситуацию, он готов освободить подданных от клятвы верности, и духовенство вновь собралось в Винчестере после Пасхи, теперь провозгласив Матильду «госпожой Англии и Нормандии», такой титул обычно носили короли до коронации. В июне Матильда вошла в Лондон, но жители города подняли восстание в поддержку Стефана, и ей пришлось бежать в Оксфорд, так и не короновавшись.
Когда Жоффруа Анжуйский узнал о пленении Стефана, он снова вторгся в Нормандию. Галеран де Бомон всё ещё сражался в Англии, и Жоффруа без особого труда захватил всё герцогство южнее Сены и восточнее реки Риль. И в этот раз не пришло помощи от брата Стефана Тибо, который, кажется, был слишком занят собственными проблемами во Франции — новый французский король Людовик VII отверг региональный союз отца, улучшив отношения с Анжу и начав более воинственную линию по отношению к Тибо, что в следующем году приведёт к войне. Успехи Жоффруа в Нормандии и слабость Стефана в Англии начали влиять на верность многих англо-нормандских баронов, которые боялись, что земли в Англии отберут Роберт и Матильда, а в Нормандии — Жоффруа. Многие больше не поддерживали Стефана. Его друг и советник Галеран был одним из тех, кто в середине 1141 года решил сменить сторону; он заключил союз с Анжу для защиты владений в Нормандии и обеспечил императрице покорность Вустершира. Брат-близнец Галерана Роберт Лестерский успешно уклонился от участия в конфликте. Другие сторонники Матильды, такие как епископ Или Найджел, получили обратно свои бывшие крепости, а некоторые — новые графства на западе Англии. Был потерян королевский контроль над изготовлением монет, и теперь этим занимались местные бароны и епископы по всей стране.

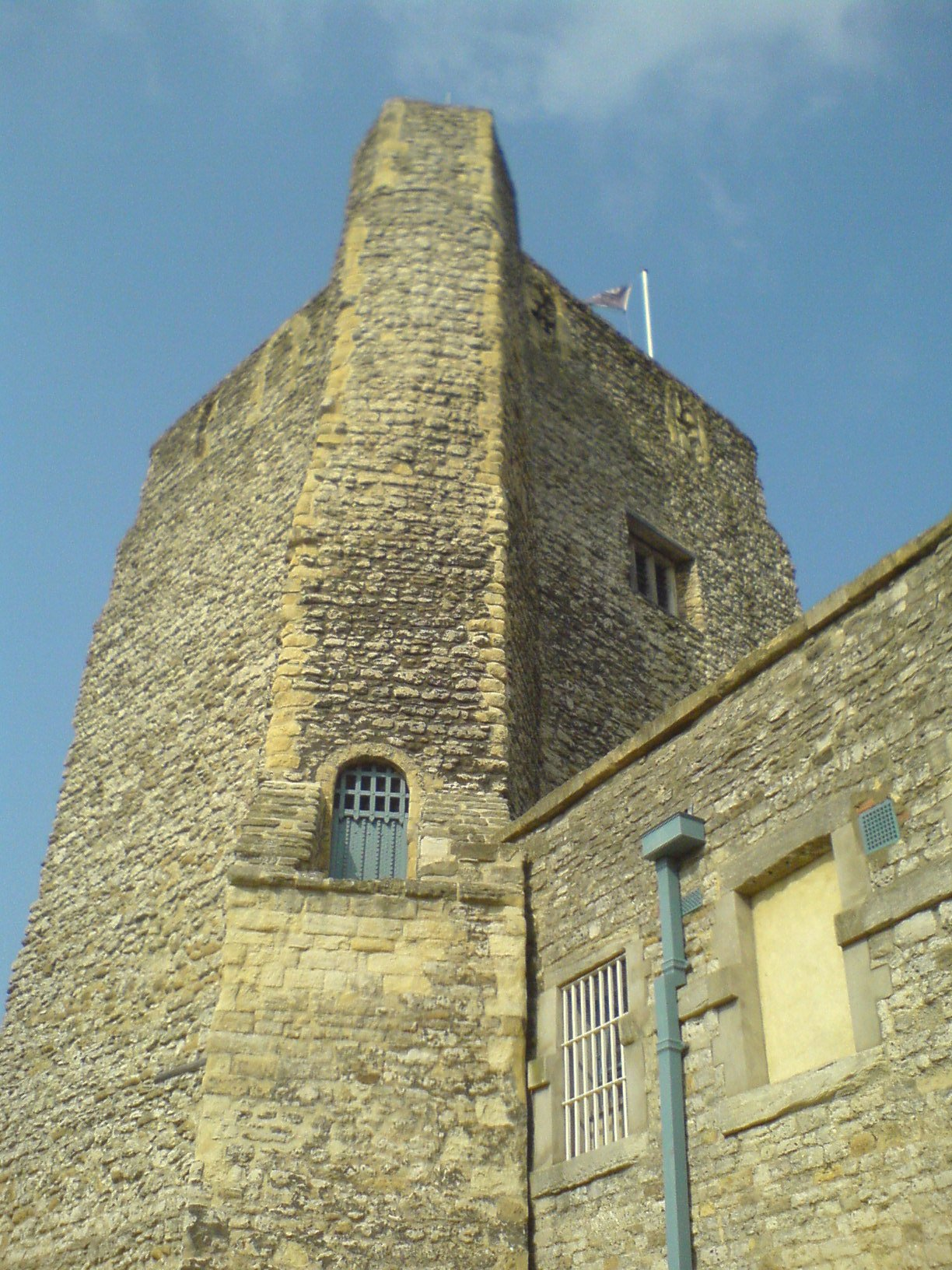
Башня Святого Георгия замка Оксфорд, где Стефан почти захватил императрицу Матильду

Супруга Стефана Матильда сыграла большую роль в поддержке движения за короля, пока тот был в плену. Королева Матильда собрала вокруг себя оставшихся соратников мужа на юго-востоке и двинулась к Лондону, где население восстало против императрицы. В Лондоне к ней присоединился верный Стефану Вильгельм Ипрский; Вильгельм Мартел, королевский управляющий, командовал из Шерборна в Дорсете, а Фарамус Булонский возглавил королевское хозяйство. Королеву, вероятно, искренне любили и поддерживали последователи Стефана. Союз Генриха с императрицей оказался недолговечен, епископ встретился с супругой Стефана в Гилфорде и вернулся на сторону короля.
Король был освобождён в результате поражения анжуйцев в битве при Уинчистере. В июле Роберт Глостерский и императрица Матильда осадили Уинчестер, где находился Генрих. Затем армия королевы Матильды и Вильгельма Ипрского, укреплённая новыми полками из Лондона, окружила анжуйские войска. В последующей битве войска королевы одержали победу над армией императрицы и захватили в плен Роберта Глостерского. В ходе дальнейших переговоров были попытки заключить мирный договор, но королева Матильда не хотела идти на компромиссы с императрицей, а Роберт Глостерский отклонял все предложения перейти на сторону Стефана. В итоге, в ноябре две стороны просто обменялись Робертом и королём, и Стефан начал восстановление своей власти. Генрих возглавил ещё один церковный совет, который вновь подтвердил право Стефана на трон, и на Рождество Стефан и его жена Матильда были вторично коронованы.
Из-за того, что в начале 1142 года Стефан заболел, к Пасхе начали ходить слухи о его смерти. Возможно, эта болезнь стала результатом заключения в предыдущем году, во всяком случае, в конце концов он выздоровел и отправился на север для сбора новых войск. Кроме того, он успешно убедил Ранульфа де Жернона вновь сменить сторону. Лето Стефан провёл в атаках на некоторые новые анжуйские замки, построенные в предыдущем году, включая Сайренсестер, Бамптон и Вэрхэм. В сентябре он заметил возможность захватить саму императрицу Матильду в Оксфорде. Оксфорд был защищён стенами и рекой, но Стефан спланировал неожиданную атаку через реку, проплыв часть пути. Оказавшись на другой стороне, король и его люди ворвались в город, причём Матильда оказалась заперта в замке. Замок Оксфорд, однако, был серьёзной крепостью, и, решив не штурмовать его, Стефан начал длительную осаду. Как раз перед Рождеством Матильде удалось незамеченной покинуть замок, пересечь замёрзшую реку пешком и достичь Уоллингфорда. Гарнизон замка вскоре сдался, но Стефан потерял возможность пленить своего главного противника.

### Тупик (1143—1146)

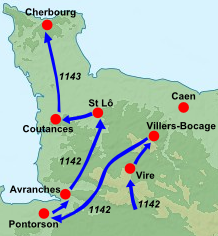
Карта вторжения в Нормандию Жоффруа Анжуйского, 1142-43 года

В середине 1140-х война между двумя сторонами зашла в тупик, тогда как Жоффруа Анжуйский, напротив, укрепился в Нормандии. 1143 год начался для Стефана не очень хорошо: Роберт Глостерский осадил его в замке Уилтон, точке сбора королевских войск в Херефордшире. Стефан попытался прорваться и бежать, и войска столкнулись в битве при Уилтоне. Снова анжуйская кавалерия оказалась слишком сильна, и в какой-то момент казалось, что Стефан второй раз попадёт в плен. Но Вильгельм Мартел, нанеся яростный удар по войску Глостера, позволил Стефану бежать с поля боя. Стефан настолько ценил верность Вильгельма, что согласился обменять его на замок Шерборн — один из не многих случаев, когда Стефан был готов отдать замок за свободу одного из своих сторонников.
В конце 1143 года Стефан столкнулся с новой угрозой с востока. Жоффруа де Мандевиль, граф Эссекс, поднял восстание против короля в Восточной Англии. Стефан уже несколько лет не любил этого барона и спровоцировал конфликт, вызвав Жоффруа ко двору, где его арестовал. Стефан угрожал казнить Жоффруа, если тот не передаст королю различные замки, включая Тауэр, Саффрон-Уолден и Плеши, все из которых были важны, поскольку были в или недалеко от Лондона. Жоффруа согласился на это, но после освобождения отправился на северо-восток в болота, на Остров Или, откуда начал войну против Кембриджа, с намерением продвинуться на юг к Лондону. Из-за остальных проблем, включая продолжение открытого восстания Гуго Биго в Норфолке, Стефану не хватило ресурсов для кампании против Жоффруа, и он обошёлся строительством защитных замков между Или и Лондоном, включая замок Беруэлл.
Ситуация продолжала ухудшаться. Ранульф де Жернон снова восстал летом 1144 года, разделив владение Ланкастер между собой и Генрихом Шотландским. На западе Роберт Глостерский и его сторонники продолжали набеги на расположенные рядом территории роялистов, и замок Уоллингфорд оставался стойкой анжуйской крепостью, причём был слишком близко к Лондону, чтобы Стефан оставался спокойным. Тем временем, Жоффруа Анжуйский закончил завоевание южной Нормандии и в январе 1144 года продвинулся в Руан, столицу герцогства, тем самым завершив кампанию. Вскоре после этого Людовик VII признал его герцогом Нормандским. В этот период войны возросла зависимость Стефана от непосредственного королевского двора, куда входили Вильгельм Ипрский и другие, но королю не хватало поддержки крупных баронов, которые могли бы предоставить ему значительные военные силы; после событий 1141 года Стефан мало использовал свою сеть графов.
После 1143 года война шла для Стефана немного лучше. Миль Глостерский, один из лучших анжуйских военачальников, на Рождество 1143 года погиб на охоте из-за несчастного случая, так что давление на западе несколько уменьшилось. Восстание Жоффруа де Мандевиля продолжалось до сентября 1144 года, когда тот погиб в атаке на Беруэлл. Лучше для Стефана шли военные действия на западе в 1145 году, когда ему удалось отвоевать замок Фарингдон в Оксфордшире. Что касается дел на севере, то Стефан заключил новое соглашение с Ранульфом де Жерноном, но в 1146 году повторил тоже, что сделал с Жоффруа де Мандевилем в 1143 году: пригласил Ранульфа ко двору, а там арестовал его и угрожал казнить, если королю не будут переданы несколько замков, включая Линкольн и Ковентри. Как и Жоффруа, сразу же после освобождения Ранульф поднял восстание, но ситуация зашла в тупик: у Стефана недостаточно сил на севере для организации новой кампании, а Ранульф потерял замки, которые бы поддержали его при нападении на Стефана. Однако такие действия Стефана, когда он приглашал баронов ко двору и затем арестовывал их, принесли ему несколько дурную славу и уменьшение доверия.

### Последние фазы войны (1147—1152)

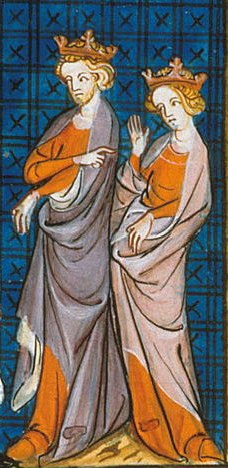
Миниатюра XIV века, Генрих Плантагенет и Алиенора Аквитанская

К 1147 году Англия серьёзно пострадала от войны, и поздние викторианские историки называли этот период «Анархией». В современных событиям «Англосаксонских хрониках» записано, что в это время «не было ничего, кроме возмущения и беззаконий и грабежа». Определённо, в многих частях страны, таких как Уилтшир, Беркшир, долина Темзы и Восточная Англия, сражения и набеги нанесли большой урон хозяйству. Местными лордами были построены без разрешения многочисленные замки — хронист Роберт де Ториньи указывал, что во время конфликта было построено около 1151 таких замков, что, вероятно, является преувеличением, в другой раз он записал, что их было 126. Ранее централизованная система чеканки монет, когда всем заправлял король, распалась, и теперь Стефан, императрица Матильда и местные феодалы выпускали свои монеты сами. Во многих частях страны перестало действовать королевское лесное право. Но некоторые регионы страны война почти не затронула, например, практически ничего не изменилось во владениях Стефана на юго-востоке и в центре земель анжуйцев вокруг Глостер и Бристоля, кроме того, хорошо шли дела в управлении у Давида I на севере Англии. Общий доход Стефана от поместий, однако, значительно уменьшился во время конфликта, в частности после 1141 года, и королевский контроль над изготовлением новых монет за пределами юго-востока и Восточной Англии был значительно ограничен. Стефан часто находился на юго-востоке, и центром королевской администрации всё больше становился Вестминстер, вытесняя старый Уинчестер.
Характер конфликта в Англии постепенно начал изменяться; как полагает историк Фрэнк Барлоу, к концу 1140-х годов «гражданская война была окончена», и лишь иногда происходили военные столкновения. В 1147 году мирно скончался Роберт Глостерский, и в следующем году Матильда покинула юго-запад Англии, направившись в Нормандию; оба этих события послужили снижению военного накала. Был объявлен Второй крестовый поход, и многие сторонники анжуйцев, включая Галерана де Бомона, оставили этот регион на несколько лет. Многие из баронов заключали между собой мирные соглашения, чтобы обеспечить безопасность своих земель. Сын Жоффруа и Матильды, будущий король Генрих II, во главе небольшого войска наёмников вторгся в Англию в 1147 году, но экспедиция провалилась, не в последнюю очередь потому, что Генриху не хватило средств заплатить своим людям. Удивительно, но расходы оплатил сам Стефан, позволив Генриху безопасно вернуться домой; причины этих действий не ясны. Одно из возможных объяснений заключается в том, что на действия Стефана повлияла его общая щедрость к одному из своих родственников; согласно другому, он начал задумываться о том, как закончить войну мирно, и видел в этом способ построения отношений с Генрихом.
Молодой Генрих Плантагенет вернулся в Англию в 1149 году, в этот раз спланировав северный союз с Ранульфом де Жерноном. По плану анжуйцев, Ранульф отказывался от претензий на Карлайл, удерживаемый шотландцами, а взамен получал права на всё владение Ланкастер; Ранульф приносил оммаж Давиду и Генриху Плантагенету. Вслед за этим договором Генрих и Ранульф решили атаковать Йорк, возможно, с помощью шотландцев. Стефан быстро отправился на север к Йорку, и запланированная атака не случилась, Генриху пришлось вернуться в Нормандию, где отец провозгласил его герцогом.
Хотя Генрих ещё был молод, его репутация как энергичного и способного лидера росла. Его престиж и власть выросли ещё больше, когда в 1152 году он неожиданно женился на Алиеноре Аквитанской. Алиенора была привлекательной герцогиней Аквитанской и бывшей (развод) женой Людовика VII, и свадьба сделала Генриха будущим правителем огромной территории во Франции.
В последние годы войны Стефан начал сосредотачиваться на вопросе своей семьи и наследника. Стефан хотел, чтобы наследником стал его старший сын Евстахий, хотя хронисты писали, что у Евстахия была дурная слава из-за установленных им больших налогов и вымогательства денег у живущих на его землях. Второй сын Стефана Вильгельм был женат на чрезвычайно богатой наследнице Изабелле де Варенн. В 1148 году Стефан построил по типу Клюни аббатство в Фавершеме, которое должно было стать местом захоронения для его семьи. В 1152 году умерли жена Стефана Матильда и старший брат Тибо.

### Конфликт с церковью (1145—1152)

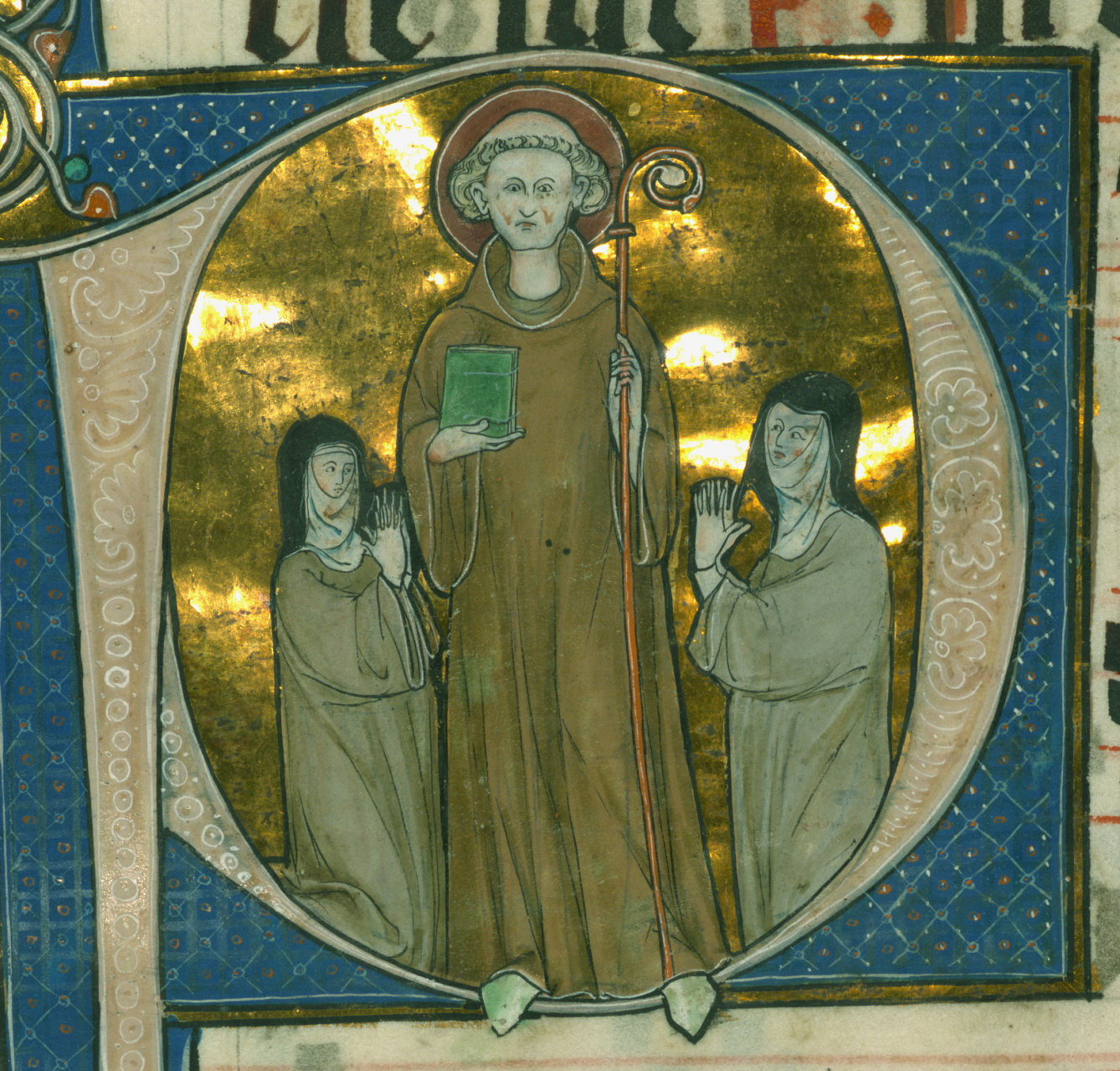
Бернард Клервоский, с которым Стефан спорил касательно церковной политики, на миниатюре XIII века.

К концу правления Стефана его отношения с церковью ухудшились. В церкви росло движение за предоставление духовенству большей свободы от королевской власти, и в монашеских орденах набирали популярность новые течения, подобные цистерцианцам, вытесняя более старые. Истоки споров Стефана и церкви лежат в 1140 году, в котором умер архиепископ Йоркский Турстан. После этого разразилась борьба между группой сторонников реформы из Йорка, которую поддерживал глава ордена цистерцианцев Бернард Клервоский, и Стефаном и его братом Генрихом Блуаским. Первые хотели, чтобы новым архиепископом стал глава аббатства Ривол Вильгельм, а вторые предпочли бы кого-нибудь из многочисленных родственников семейства Блуа. Спор между Генрихом и Бернардом становился всё более личным, и Генрих, воспользовавшись в 1144 году полномочиями легата, назначил на должность своего племянника Вильяма Йоркского. Однако в 1147 году Бернард убедил Папу Евгения III отменить решение Генриха, сместить Вильяма и назначить на это место Генриха Мюрдака.
Стефан был разгневан вмешательством Папы в королевскую политику, которое могло стать из случая обыденностью, и сначала отказался впустить Мюрдака в Англию. Когда архиепископ Кентерберийский Теобальд против желания Стефана отправился в Рим, чтобы посоветоваться по этому вопросу с Папой, король запретил въезд в Англию и ему, конфисковав его поместья. Стефан также порвал связи с цистерцианцами и повернулся к клюнийцам, одним из которых был Генрих.
Тем не менее, Стефан всё ещё желал короновать своего сына Евстахия. В 1147 году король отдал ему графство Булонь, но пока было неясно, унаследует ли Евстахий Англию. Стефан предпочёл бы, чтобы Евстахий был коронован ещё при его жизни, как было принято во Франции, но так обычно не делалось в Англии, и Целестин II за свой короткий срок на посту Папы в 1143-44 годах успел запретить это менять. Так как короновать Евстахия мог только архиепископ Теобальд, который отказался делать это без разрешения от Евгения III, дело зашло в тупик. В конце 1148 года Стефан и Теобальд достигли временного компромисса, и Теобальд смог вернуться в Англию. В 1151 году он стал папским легатом, увеличив свою власть. На Пасху 1152 года Стефан вновь попытался организовать коронацию Евстахия, собрав дворян для принесения клятвы и затем приказав Теобальду и епископам провести обряд. Но Теобальд вновь отказался, и Стефан арестовал его и епископов, отказавшись выпускать, пока они не коронуют Евстахия. Теобальду удалось бежать во Фландрию, и это время, когда отношения Стефана с церковью были хуже, чем никогда.

### Договоры и мир (1153—1154)

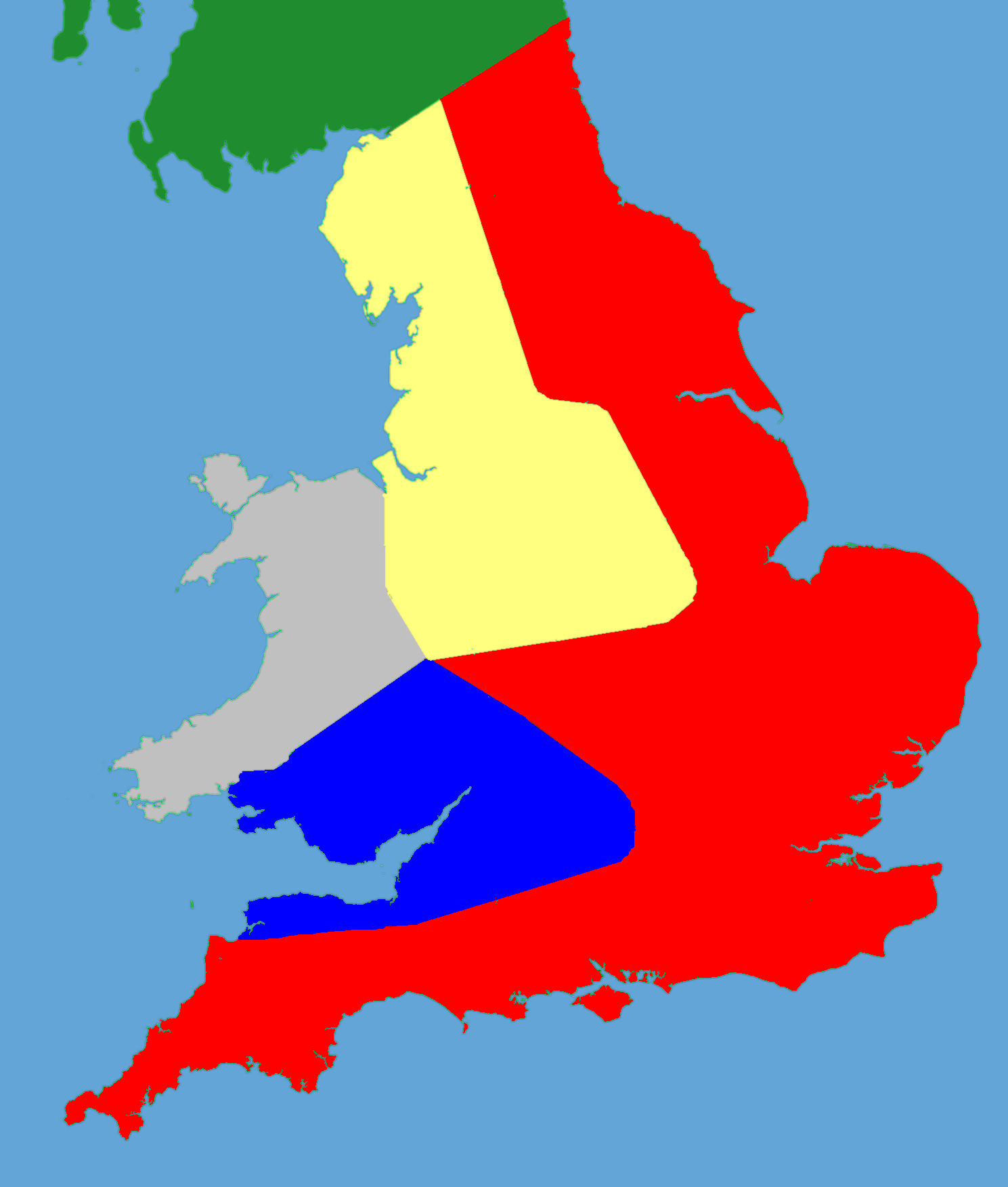
Политическая карта Англии в 1153 году; красным обозначены территории под контролем Стефана, синим — Анжу, серым — Уэльса, жёлтым — Ранульфа де Жернона и Роберта Лестера, зелёным — Давида I

Генрих Плантагенет вновь вернулся в Англию с небольшим войском в начале 1153 года, с севера и с востока его поддерживали Ранульф де Жернон и Гуго Биго. Войска Генриха осадили замок Стефана в Мальмсбери, и король отправился с армией на запад для его освобождения. Стефан безуспешно попытался вынудить уступающую в размерах армию Генриха принять решающее сражение около реки Эйвон. Перед лицом ухудшения зимних погодных условий Стефан согласился на временное перемирие и вернулся в Лондон, а Генрих отправился через Мидлендс на север, где о поддержке Анжу заявил могущественный граф Лестер Роберт де Бомон. Несмотря на то, что особых военных успехов у них не было, Генрих и его союзники теперь контролировали юго-запад, Мидлендс и большую часть севера Англии.
Летом Стефан направил дополнительные силы для уже долго идущей осады замка Уоллингфорд, последний раз попытавшись взять эту важную анжуйскую крепость. Падение Уоллингфорда казалось неизбежным, и в попытке снять осаду Генрих отправился на юг с небольшой армией, и осаждавшие войска Стефана сами оказались под осадой. Узнав об этом, Стефан собрал большее войско, с которым выдвинулся из Оксфорда, и армии встретились в июле в Уоллингфорде, подойдя с разных берегов Темзы. Бароны с обеих сторон хотели избежать битвы. Так что вместо сражения начались переговоры о мире, посредником выступило духовенство.
Стефан и Генрих встретились и наедине обсудили возможный мирный договор; сына Стефана Евстахия, однако мирный исход Уоллингфорда привёл в ярость. Он оставил отца и вернулся домой в Кембридж, чтобы собрать больше средств для новой кампании, но там он заболел и в следующем месяце умер. Евстахий был претендентом на престол, и его смерть устроила тех, кто искал мира, не только теперь, но и в целом, для Англии. Возможно, однако, что Стефан уже начал задумываться о прекращении поддержки притязаний Евстахия; историк Эдмунд Кинг отмечает, что, к примеру, претензии Евстахия на трон не упоминались в обсуждениях в Уоллингфорде.
Сражения продолжались и после Уоллингфорда, но не принесли особого преимущества ни одной из сторон. Генрих взял Оксфорд и Стамфорд, пока король был отвлечён борьбой с Гуго Биго на севере, но анжуйцам так и не удалось взять замок Ноттингем. Между тем, брат Стефана Генрих Блуаский и архиепископ Кентерберийский объединили усилия по достижению мира между двумя сторонами. Армии Стефана и Генриха Плантагенета встретились вновь у Уинчестера, где в ноябре два лидера ратифицировали условия мирного договора. Стефан объявил о заключении мирного договора в Вестминстерском соборе: он признал Генриха Плантагенета своим приёмным сыном и наследником, взамен Генрих принёс ему оммаж; Стефан пообещал прислушиваться к советам Генриха, но сохранил королевскую власть в полной мере; оставшийся сын Стефана Вильгельм приносил оммаж Генриху и отказывался от претензий на престол в обмен на обещание сохранности своих земель; ключевые королевские замки управлялись поручителями от имени Генриха, тогда как Стефан имел доступ ко всем замкам нового наследника; многочисленные иностранные наёмники отправлялись домой. Стефан и Генрих подписали договор в Вестминстерском соборе, скрепив его «поцелуем мира».

## Смерть
Решение Стефана признать наследником Генриха не обязательно подводило окончательный итог гражданской войне. Несмотря на выпуск новой валюты и административные реформы, Стефан потенциально мог прожить ещё много лет, а позиция Генриха на континенте была далека от безопасной. Хотя в 1153 году сын Стефана Вильгельм был молод и не готов оспорить трон у Генриха, в последующие года ситуация могла измениться — в 1154 году распространились слухи, что Генрих собирается убить Вильгельма. Историк Грэхем Уайт описывает Уоллингфордский договор как «нестабильный мир», выражая мнение большинства современных историков, что ситуация в конце 1153 года была неопределённой и непредсказуемой.
Определённо, многие проблемы оставались нерешёнными, включая восстановление королевской власти в провинциях и решение сложного вопроса: какие бароны должны контролировать спорные земли и поместья после долгой гражданской войны. В начале 1154 года Стефан развернул бурную деятельность, путешествуя по всему королевству. Он начал выпускать королевские исполнительные листы для юго-запада Англии и съездил в Йорк, где собрал большой двор в попытке доказать северным баронам, что королевская власть восстановлена. После напряжённого лета 1154 года Стефан отправился в Дувр, чтобы встретиться с графом Фландрии; некоторые историки считают, что король уже был болен и готовился к решению семейных дел. Стефан заболел расстройством желудка и умер 25 октября в местной приории. Он был похоронен в аббатстве Фавершема рядом с женой Матильдой и сыном Евстахием.

## Наследие

### Последствия
После смерти Стефана в Англии стал править Генрих II. Генрих энергично занимался восстановлением королевской власти после гражданской войны, разрушением замков и увеличением доходов, хотя положил начало этому Стефан. Разрушение замков при Генрихе было не столь серьёзным и эффектным, как считалось ранее, и хотя он восстановил королевские доходы, ситуация в английской экономике в целом при преемнике Стефана не поменялась. Генрих подтвердил права оставшегося сына Стефана Вильгельма де Блуа на титул графа Суррея, и дела того при новом правителе шли достаточно хорошо, хотя иногда напряжённость в отношениях Вильгельма и Генриха возникала. Дочь Стефана Мария Булонская также пережила своего отца; Стефан отправил её в монастырь, но после его смерти она ушла оттуда и вышла замуж. Средний сын Стефана Бодуэн и его вторая дочь Матильда умерли до 1147 года и были похоронены в приории Святой Троицы, Олдгейт. Стефан, возможно, имел трёх внебрачных сыновей — Жерве, Ральфа и Америка — от любовницы Даметт; в 1138 году Жерве стал аббатом Вестминстера, но после смерти отца, в 1157 году, он был смещён Генрихом и вскоре умер.

### Историография

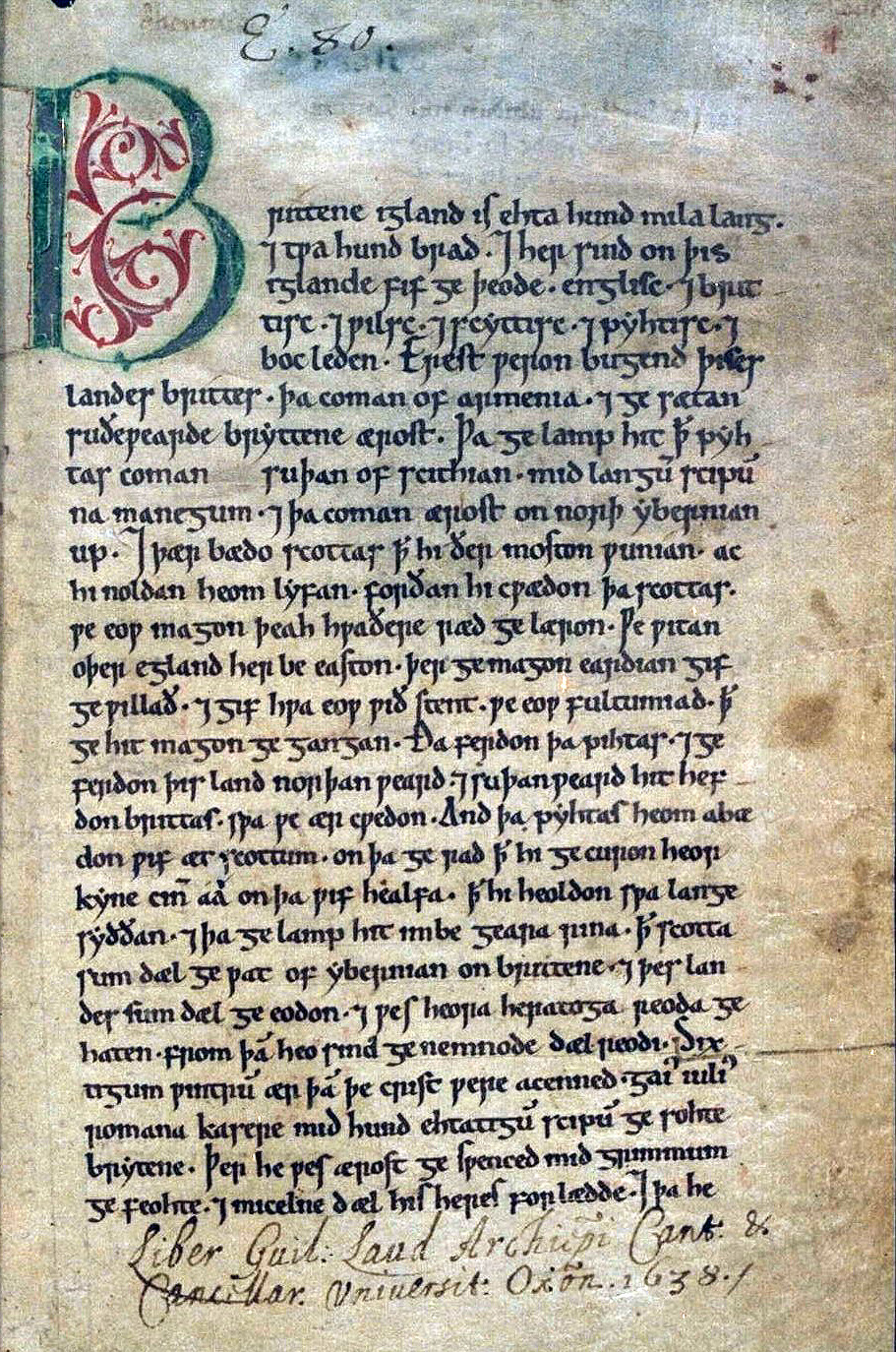
Первая страница рукописи «Англосаксонских хроник» из Петерборо (E), переписанной около 1150 года, с описанием событий события Стефана

Большая часть знаний современных историков о правлении Стефана основывается на работах хронистов, которые жили в середине XII века или близко к этому времени, создав относительно богатый отчёт о периоде. Во всех основных работах хронистов существенно заметны региональные смещения. Некоторые из ключевых хроник были написаны на юго-западе Англии, включая Gesta Stephani или же «Деяния Стефана», и Historia Novella или «Новую историю» Вильяма Мальмсберийского. В Нормандии была написана Ордериком Виталием «Церковная история», покрывающая правление Стефана до 1141 года, там же Роберт де Ториньи написал позднюю историю до конца его царствования. Генрих Хантингдонский, живший на востоке Англии, создал свою «Историю английского народа», предоставляющую региональное сообщение о правлении. «Англосаксонские хроники» запоминаются потрясающим отчётом об условиях во время «Анархии». Большинство хроник склоняются к поддержке Стефана, Роберта Глостерского или других ключевых фигур конфликта. Те из них, что были написаны для церкви после событий конца правления Стефана, к примеру работы Иоанна Солсберийского, из-за конфликта Стефана с архиепископом Кентерберийским изображали его тираном; напротив, священнослужители в Дареме относились к Стефану как к спасителю из-за его вклада в поражение шотландцев в Битве штандартов. Поздние хроники, написанные в правление Генриха II, в целом более негативны: Уолтер Мэп, к примеру, описывает Стефана как «хорошего рыцаря, но в других отношениях почти дурака». Часть хартий, выпущенных в правление Стефана, часто могут дать данные о деталях происходивших событий или повседневной рутины, и современные историки широко используют их в качестве источников.
Историки «вигистской» традиции, возникшей в Викторианский период, прослеживали прогрессивный и универсалистский курс политического и экономического развития Англии в средневековье. Уильям Стаббс сосредоточился на этих конституционных аспектах правления Стефана в его книге 1874 года «Конституционная история Англии», положив прочный интерес к Стефану и его царствованию. Под влиянием анализа Стаббса с акцентом на беспорядки периода его студент John Round ввёл для описания времени новый термин «Анархия», и данное название, хоть иногда критикуемое, продолжает использоваться в наши дни. Поздневикторианский учёный Фредерик Уильям Мейтленд также ввёл возможность, что правление Стефана отметило поворотный момент в английской правовой истории — так называемый «кризис землевладения».
Стефан остаётся популярным объектом исторических исследований: Дэвид Крауч предполагает, что — после короля Иоанна — о нём, возможно, написано более всего среди средневековых королей Англии. Оценки Стефана как короля современными историками варьируются. Влиятельная биография, написанная Ральфом Дэвисом, рисует его как слабого короля: способного военачальника в поле, активного и приятного, но «под поверхностью… недоверчивого и хитрого», со слабыми способностями к стратегическому мышлению, что в конечном итоге и подорвало его царствование. Отсутствие у Стефана здравых суждений о политике и неверные действия в международных отношениях, приведшие к потере Нормандии, и то, что выиграть гражданскую войну он не мог, также подчёркивается другим его биографом Дэвидом Краучем. Историк и биограф Эдмунд Кинг, хоть и рисует несколько более позитивную картину, чем Дэвис, также заключает, что Стефан был стойким, набожным и приветливым лидером, но вообще больше полагался на более сильные личности, своего брата или жену. Историк Кейт Стрингер оценивает Стефана лучше, утверждая, что конечная неудача короля была результатом внешнего давления на Нормандию, а не результатом личных недостатков.

### В культуре
Правление Стефана описано в нескольких художественных произведениях на историческую тематику. Стефан и его сторонники фигурируют в серии исторических детективов Эллис Питерс (ум. 1995) о монахе-сыщике брате Кадфаэле, действие которых происходит между 1137 и 1145 годами. При этом правление Стефана в основном описывается применительно к городу Шрусбери и его окрестностям, сам же он выведен разумным и терпимым правителем, несмотря на казнь защитников Шрусбери после взятия города в 1138 году. Напротив, в историческом романе современного валлийского писателя Кена Фоллетта «Столпы Земли» и поставленном по этой книге одноимённом мини-сериале, Стефан предстаёт довольно неприятной личностью, коварным, вероломным и жесктоми политиком.
В компьютерное игре Age of Empires II: Definitive Edition (с дополнением "Victors and Vanquished") присутствует сценарий "Stephen (1135)", в котором игроку предлагается от имени Стефана вести войну. Присутствуют следующие политические силы: Стефан, Матильда (королева Англии), Ранульф де Жернон, Давид I (король Шотландии), Оуайн ап Грифид, Генрих II Плантагенет (в конце игры). Целью сценария является подчинение английских крепостей и удержание трона от притязаний Генриха II, завершая период «Анархии» в пользу Стефана и его сподвижников.

## Семья и дети
- Жена: (с 1125) Матильда Булонская (1105—1151), графиня Булонская, дочь Евстахия III, графа Булонского. Имели шестерых детей:
  1. Евстахий IV (ок. 1130 — 1153), граф де Мортен (1135—1141), граф Булонский (c 1151);
  2. Матильда де Блуа (ум. до 1141), замужем за Галераном IV де Бомон, графом де Мёлан;
  3. Мария де Блуа (1133—1182), графиня Булонская (с 1159), замужем (1160) за Матье Эльзасским (ок. 1140 — 1173), сыном Тьери Эльзасского, графа Фландрии.
  4. Бодуэн де Блуа (умер до 1135);
  5. Адела (ум. до 1146);
  6. Вильгельм де Блуа (ок. 1137 — 1159), граф Булонский и де Мортен (с 1153), 4-й граф Суррей (с 1153);

Стефан имел также несколько побочных детей от женщины по имени Даметт: Жерве, который стал аббатом Вестминстерского аббатства, Ральфа и Америка.

## Комментарии
1. ↑  Мнения историков о дате рождения Стефана расходятся. Дэвис предлагает 1096 год,Кинг — 1092[1][2].
2. ↑  В хрониках Гийом описан как человек с "отсутствием разума ... второго сорта"; он также дал странную клятву в Шартрском соборе убить местного епископа. Точные проблемы или состояния неясны[3][4].
3. ↑  Об обширности владений графов Булонских в Англии со времён нормандского завоевания свидетельствует тот факт, что с их земель в королевскую армию выставлялось 120 вооружённых рыцарей. См. Книга страшного суда.
4. ↑  Средневековые хронисты дают разные объяснения тому, что Стефана не было на «Белом корабле», Ордерик пишет, что тот был болен[19].
5. ↑  Точные причины кораблекрушения не установлены. По некоторым теориям, он был переполнен, по другим, виноваты были только капитан и команда, которые напились[19].
6. ↑  Современные историки, такие как Эдмунд Кинг, сомневаются, что Гуго Биго говорил правду[53].
7. ↑  Существуют различные мнения на счёт того, следует ли считать приход Стефана к власти переворотом. Фрэнк Барлоу, например, описывает его прямо как coup d'état; Кинг менее уверен, что это подходящее описание событий[55][51].
8. ↑  События в Нормандии описаны в источниках меньше, чем другие, и точная последовательность событий ясна менее. Историк Роберт Хельмеричс, к примеру, описывает некоторые несоответствия в средневековых источниках. Некоторые историки, включая Дэвида Крауча и Хельмеричса, считают, что Тибо и Стефан, возможно, заранее договорились захватить трон после смерти Генриха[58][59].
9. ↑  Природа правления Генриха и связи между Англией и Нормандией вызвали горячие поры среди историков. Чарльз Холлистер, например, утверждает, что Генрих I создал сбалансированную, хорошо работавшую политическую систему, уравнивавшую напряжённость В Англии и Нормандии, и эту точку зрения разделяет Фрэнк Барлоу. Напротив, Дэвид Карпентер обращает внимание на давление на англо-нормандскую систему в правление Генриха и установившееся в этот период напряжение. Марджори Чибнолл отмечает как характерные аспекты нормандской политики, давление на отношения между двумя частями страны, так и сохраняющиеся связи между английской и нормандской элитой[64][65][66][21].
10. ↑  Кажется, что Жоффруа Анжуйский согласился на это, хотя бы в какой-то степени, из-за давления англо-нормандско-французского союза[89][83].
11. ↑  Средневековые денежные единицы сложно переводить в современную валюту; для сравнения, 2000 марок равнялись 1333 фунтам, в то время как проект по перестройке крупного замка мог стоить около 1115 фунтов[90].
12. ↑  Давид I был родственником императрицы Матильды и жены Стефана Матильды через его мать, королеву Маргариту.
13. ↑  Р. Дэвис и Уоррен полагают, что в типичные графства передавалась значительная часть королевских полномочий; Кейт Стрингер и Джудит Грин пишут о текущем консенсусе, что передаваемые полномочия зависели от степени угрозы, и, возможно, что в общем местные графы имели меньше власти, чем считалось[111].
14. ↑  Влияние этих арестов на эффективность последующей королевской администрации и верность английской церкви много обсуждалось. Кэндзи Йошитейк представляет нынешний академический консенсус, когда отмечает, что влияние арестов «не было серьёзным», обозначая за начало распада королевского правительства последующую битву при Линкольне[118].
15. ↑  Кейт Стрингер утверждает, что Стефан «был абсолютно прав» в захвате замков; Джим Брэдбери и Фрэнк Барлоу хвалят состоятельность его расчётов. Дэвид Карпентер и Дэвис, однако, замечают, что Стефан нарушил данные церкви обещания, был вынужден предстать перед церковным судом и испортил отношения с Генрихом Блуаским, что имело важные последствия в 1141 году[121][122][123][119][108].
16. ↑  Эдмунд Кинг несогласен с тем, что Матильда приняла приглашение в Арундел, доказывая, что она появилась неожиданно[125].
17. ↑  «Рыцарство» твёрдо установилось как принцип в англо-нормандской войне во время Стефана; не считалось приемлемым или нормальным казнить пленников из элиты, и, как замечает историк Джон Гиллингем, ни Стефан, ни Матильда не нарушали этих норм, если только противник уже этого не сделал[130].
18. ↑  По теории Дэвида Крауча, поражение королевской армии при Линкольне было вызвано слабостью пехоты, ополчение Стефана не было столь хорошо, как пехота Роберта[145].
19. ↑  Широко обсуждалось, сторонники Стефана в битве при Линкольне просто бежали, мудро отступили или сознательно предали короля врагам[149].
20. ↑  Термин «Анархия» по отношению к этому конфликту происходит от викторианского историка Джона Раунда[190].
21. ↑  Эдмунд Кинг считает, что войска атаковавших никогда не приближались к Йорку; Дэвис считает, что они делали это и не атаковали лишь из-за приближения Стефана[204][203].
22. ↑  Джим Брэдбери доступно суммирует споры касательно понятия «Анархия»[256].